# Gran Buenos Aires
Gran Buenos Aires (GBA) es la denominación genérica que designa a una megaciudad de Argentina, donde habitan en torno a 16 millones de personas (2022) —un tercio de su población— y se ubica el polo industrial y económico más importante del país, siendo la 18.ª mayor área metropolitana del mundo. Abarca una conurbación integrada por la Ciudad Autónoma de Buenos Aires y varias ciudades cercanas ubicadas en la provincia de Buenos Aires, sin constituir en su conjunto una unidad administrativa. Dentro del Gran Buenos Aires se utiliza una serie de denominaciones ("zonas", "cordones", áreas", "regiones") para dar cuenta de distintas extensiones territoriales. 
Aunque el término Gran Buenos Aires sigue siendo el más utilizado, con el tiempo, y al menos oficialmente, paso a denominarse Región Gran Buenos Aires (RGBA) primero, y actualmente Región Metropolitana de Buenos Aires (RMBA), utilizado este para referirse a un área precisa que abarca la ciudad de Buenos Aires (CABA) y a 39 partidos cercanos a la misma; y que se diferencia del Aglomerado Urbano Gran Buenos Aires (AGBA), termino utilizado para referirse a la continuidad de la mancha urbana que se encuentra dentro de la Regíon Metropolitana de Buenos Aires.
La expresión “Gran Buenos Aires” tiene distintos alcances en el uso corriente, incluyendo o no en algunos casos a la CABA. El Instituto Nacional de Estadísticas y Censos (INDEC) distingue el "Gran Buenos Aires", al que actualmente denomina Región Metropolitana de Buenos Aires del "Aglomerado Gran Buenos Aires" (AGBA). La "Región Metropolitana de Buenos Aires", según la definición oficial abarca la ciudad de Buenos Aires y 39 partidos cercanos. El “AGBA” abarca toda la mancha urbana, con una frontera que se mueve con el tiempo y no respeta las delimitaciones político-administrativas, abarcando toda la ciudad de Buenos Aires y la superficie total o parcial de 39 partidos bonaerenses.
Tiene como límite oriental al Río de la Plata, a partir del cual se distinguen tres zonas diferentes: zona norte, zona oeste y zona sur. La superficie varía según se limite el área a la mancha urbana o abarque también las zonas rurales y semirrurales, y según se incluya o excluya el sector insular del delta del Paraná.
En su máxima extensión, la superficie es de 13 267 km². En la Región Metropolitana de Buenos Aires hay 16,3 millones habitantes (censo 2022) repartidos entre los 39 partidos bonaerenses que son parte de la RMBA más la CABA.

## Definiciones
El término Gran Buenos Aires está relacionado con otras expresiones no siempre bien definidas: el Conurbano bonaerense, el Aglomerado Gran Buenos Aires (AGBA), el Área Metropolitana de Buenos Aires (AMBA), la Zona Metropolitana de Buenos Aires (ZMBA) y la Región Metropolitana de Buenos Aires (RMBA). En el uso habitual de estos términos no siempre queda claro si se incluye o se excluye a la ciudad de Buenos Aires.
También es de uso habitual el término cinturón industrial de Buenos Aires, y la distinción de tres cordones o coronas dentro de los partidos que rodean a la ciudad de Buenos Aires, denominados primer cordón, segundo cordón y tercer cordón según la cercanía respecto de la ciudad central, sus características urbanas y los periodos de tiempo en que se fueron incorporando a la gran urbe.

### Criterio político-administrativo
A lo largo del tiempo, las autoridades de la provincia de Buenos Aires han promulgado distintos decretos y leyes con la intención de definir los partidos de su jurisdicción que pertenecen al Gran Buenos Aires, con un criterio político y administrativo, fundamentalmente dirigido a delimitar el área de aplicación de diversos planes de obras y fomento de salud, educación, saneamiento, etcétera; y la distribución de los fondos adjudicados a las mismas.
Según este criterio, estos partidos conforman el denominado Conurbano bonaerense.

#### Decreto-ley 70/48

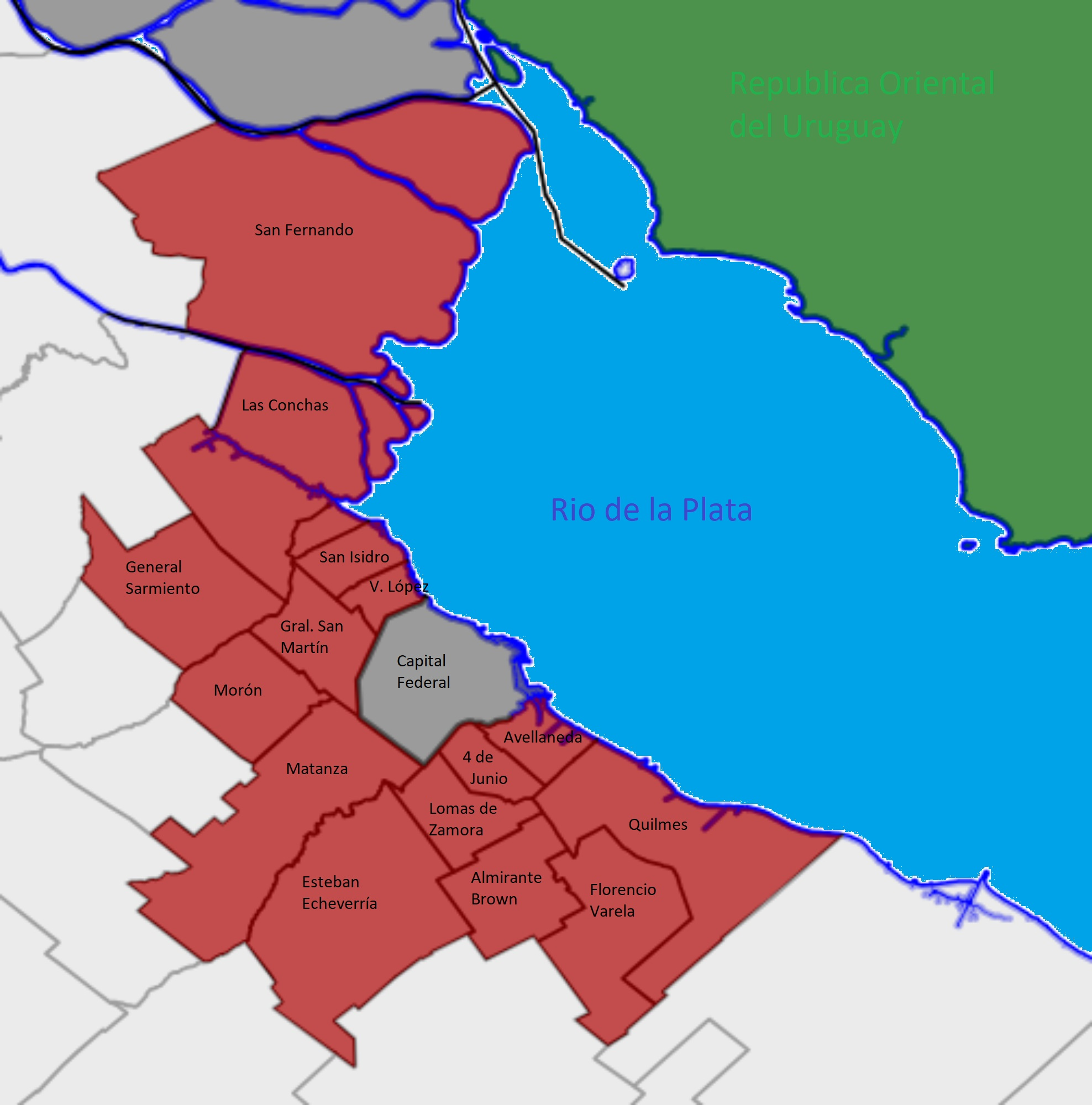
Partidos del Gran Buenos Aires en 1948 según la cartografía de ese entonces.

Aunque el concepto aparece mucho después, el decreto/ley 70/48 define aquellos municipios pertenecientes administrativamente a la Provincia, lo que constituye el conurbano bonaerense, aunque contempla también a la ciudad de Buenos Aires (que luego de 1996 pasó a denominarse ciudad autónoma de Buenos Aires). Según el mismo se denomina como Gran Buenos Aires al área urbana y rural de los siguientes 14 partidos cercanos a la ciudad de Buenos Aires:
- Lanús. (conocido anteriormente como 4 de Junio).
- Avellaneda.
- Esteban Echeverría (en 1995 se escindió el nuevo partido de Ezeiza de su territorio, otros sectores menores pasaron a formar parte del nuevo partido de Presidente Perón y parte se incorporó al partido de Cañuelas).
- Florencio Varela (en 1995 una pequeña parte de su territorio pasó a formar parte del nuevo partido de Presidente Perón).
- General San Martín (en 1959 se separó el partido de Tres de Febrero).
- General Sarmiento (se disolvió en diciembre de 1995 cuando se crearon los nuevos partidos de San Miguel, Malvinas Argentinas, José C. Paz y una pequeña parte se incorporó al partido del Pilar).
- La Matanza
- Las Conchas (fundado como Las Conchas y Tigre, y llamado Tigre a partir de 1954).
- Lomas de Zamora.
- Morón (en 1995 se crearon los nuevos partidos de Ituzaingó y Hurlingham con partes de su antiguo territorio).
- Quilmes (en 1960 se escindio el partido de Berazategui de su territorio).
- San Fernando.
- San Isidro.
- Vicente López.

Dicho decreto fue promulgado el 8 de enero de 1948, durante la gobernación de Domingo Mercante, ante la necesidad de determinar los límites del área que rodeaba a la ciudad de Buenos Aires, con la cual se pretendía establecer un Plan Regulador acorde a los criterios utilizados por el urbanismo moderno.

#### Decreto 760/79

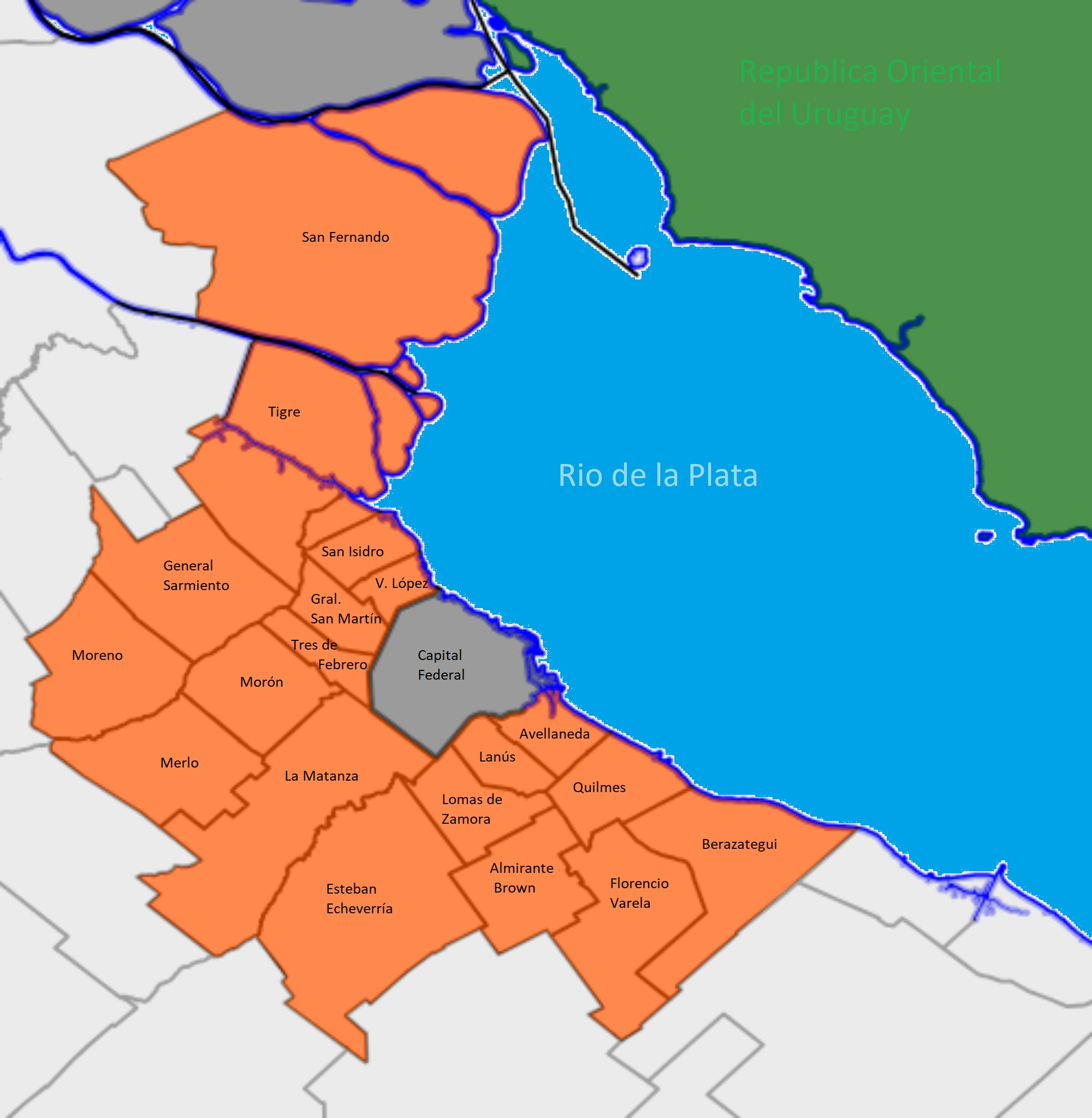
Partidos del Gran Buenos Aires en 1979 según la cartografía de ese entonces.

Sancionado el 20 de abril de 1979. redefinió los partidos, según la nueva distribución operada en el tiempo, transformando en 19 a los 14 originales.
- Avellaneda.
- Almirante Brown.
- Berazategui (escindido de Quilmes en 1960).
- Esteban Echeverría.
- Florencio Varela.
- General San Martín.
- General Sarmiento (disuelto luego en 1994).
- La Matanza.
- Lanús.
- Lomas de Zamora.
- Merlo (incorporado).
- Moreno (incorporado).
- Morón.
- Quilmes.
- San Fernando.
- San Isidro
- Tres de Febrero (separado de San Martín en 1959).
- Tigre.
- Vicente López.

#### Ley 10806/89
Promulgada el 19 de septiembre de 1989, con el propósito de establecer los requisitos para la declaración de ciudad a pueblos o localidades de la provincia. Lista a su vez los partidos del conurbano y los diferencia claramente del Gran La Plata y reconoce los mismos 19 municipios como integrantes del conurbano bonaerense.

#### Ley 11247/92
Promulgada el 26 de mayo de 1992, creó el llamado “Fondo del Conurbano Bonaerense”, destinado a la realización de obras y aplicación de distintos programas sociales en los partidos del conurbano, aumentando estos de 19 a 23 municipios.
Se agregan:
- Berisso
- Ensenada
- La Plata
- San Vicente

#### Ley 11746/94

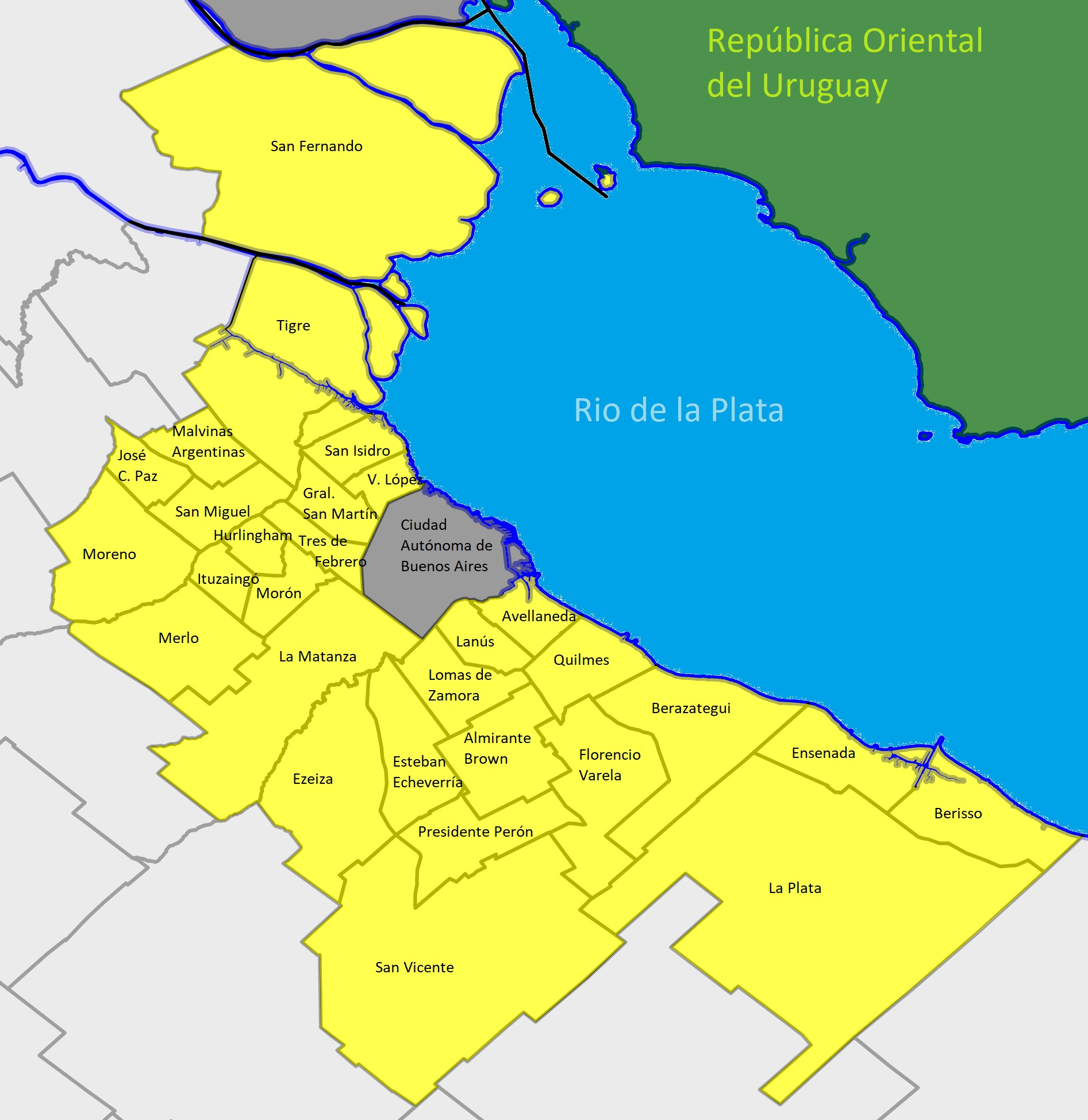
Partidos del Gran Buenos Aires en 1994 según la cartografía de ese entonces.

Incorpora la nueva distribución establecida en 1994, a partir de la creación de nuevos partidos sobre los existentes e incorpora otros más al conurbano, que pasa a estar integrado por 29 municipios.
- Avellaneda
- Almirante Brown
- Berazategui
- Berisso
- Ensenada
- Esteban Echeverría
- Ezeiza (escindido de Esteban Echeverría)
- Florencio Varela
- General San Martín
- Hurlingham (escindido de Morón)
- Ituzaingó (escindido de Morón)
- José C. Paz (escindido del disuelto General Sarmiento)
- La Matanza
- La Plata
- Lanús
- Lomas de Zamora
- Malvinas Argentinas (escindido del disuelto General Sarmiento)
- Merlo
- Moreno
- Morón
- Presidente Perón (escindido de San Vicente)
- Quilmes
- San Fernando
- San Isidro
- San Miguel (escindido del disuelto General Sarmiento)
- San Vicente
- Tres de Febrero
- Tigre
- Vicente López

#### Ley 13473/06

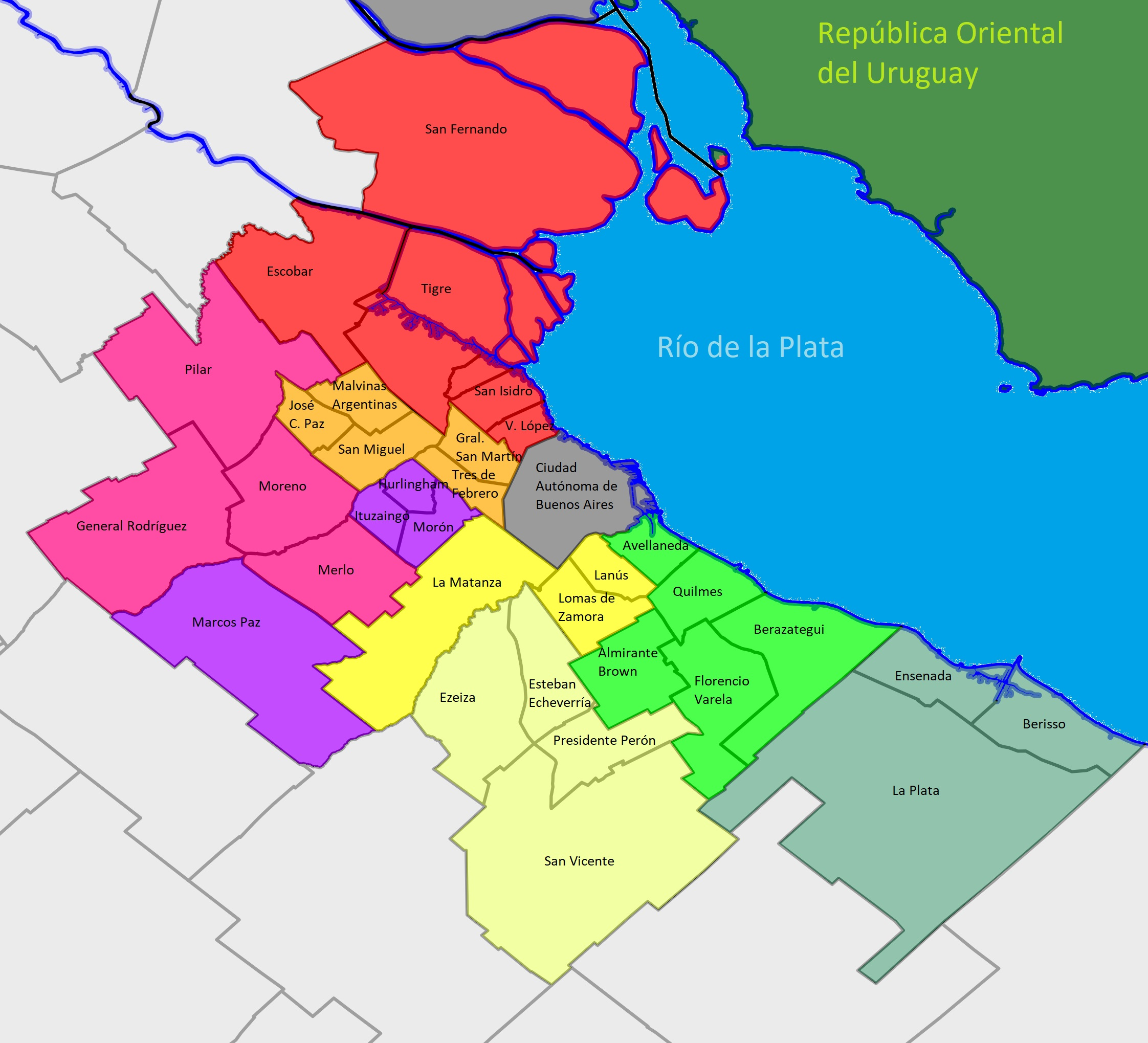
Gran Buenos Aires desde 2006 con las zonas y partidos que lo integran.

Promulgada el 1 de junio de 2006, delimita el conurbano bonaerense en un área territorial comprendida por 33 municipios agrupados en 8 diferentes zonas:
| Zona               | Partidos                                                                          |
| ------------------ | --------------------------------------------------------------------------------- |
| Zona Sureste       | Almirante Brown, Avellaneda, Berazategui, Florencio Varela, Quilmes               |
| Zona Sur           | Esteban Echeverría, Ezeiza, Presidente Perón, San Vicente                         |
| Zona Suroeste      | La Matanza, Lanús, Lomas de Zamora                                                |
| Zona Oeste         | Hurlingham, Ituzaingó, Morón, Marcos Paz                                          |
| Zona Noroeste      | General Rodríguez, Merlo, Moreno, Pilar                                           |
| Zona Norte Centro  | General San Martín, José C. Paz, Malvinas Argentinas, San Miguel, Tres de Febrero |
| Zona Noreste       | Escobar, San Fernando, San Isidro, Tigre, Vicente López                           |
| Zona Gran La Plata | Berisso, Ensenada, La Plata                                                       |

### Criterio demográfico
En 1947, durante el Cuarto Censo General de la Nación, la Dirección de Estadísticas introdujo por primera vez en sus publicaciones el término Gran Buenos Aires para referirse a una nueva unidad censal integrada por la Capital Federal y los partidos de la provincia de Buenos Aires que la rodean. Actualmente el Instituto Nacional de Estadísticas y Censos (Indec) define demográficamente los términos relacionados con el Gran Buenos Aires del siguiente modo:

#### Conurbano bonaerense

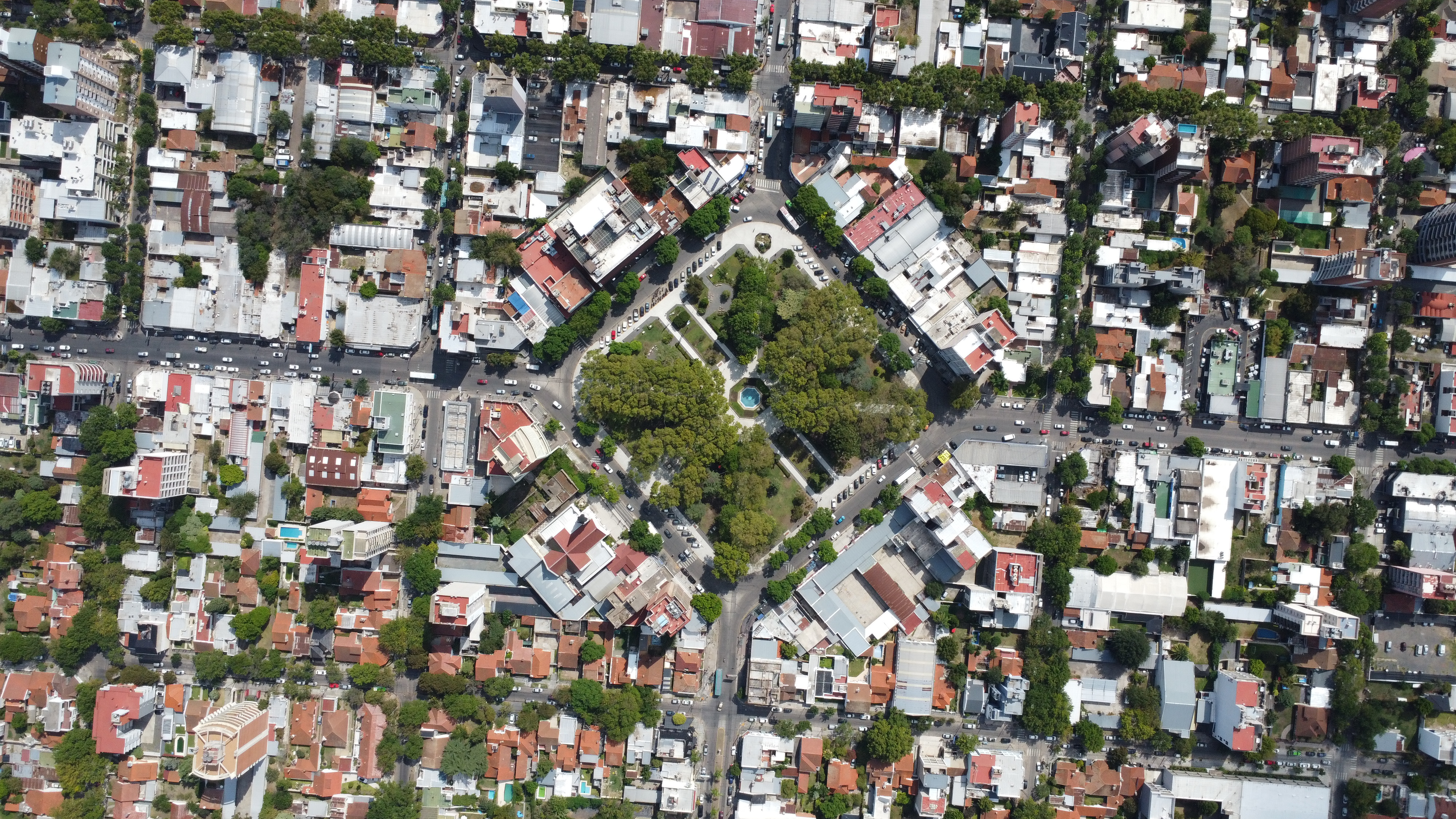
Plaza Mitre de Esteban Echeverría desde dron a 500 m

Llamados Partidos del Gran Buenos Aires por el Indec, es un grupo integrado históricamente por 24 municipios que rodean a la ciudad de Buenos Aires, conocidos como Conurbano bonaerense. Dentro de él se distinguen dos subgrupos:
- 13 partidos completamente urbanizados:

- Avellaneda
- General San Martín
- Hurlingham
- Ituzaingó
- José C. Paz
- Lanús
- Lomas de Zamora
- Malvinas Argentinas
- Morón
- Quilmes
- San Isidro
- Tres de Febrero
- Vicente López

- 11 partidos parcialmente urbanizados, con continuidad urbana con Buenos Aires desde mitad del siglo XX:

- Almirante Brown
- Berazategui
- Esteban Echeverría
- Ezeiza
- Florencio Varela
- La Matanza
- Merlo
- Moreno
- San Fernando
- San Miguel
- Tigre

#### Gran Buenos Aires (GBA)
El Indec define al Gran Buenos Aires (GBA) propiamente dicho como el área de 3 833 km² integrada por la ciudad de Buenos Aires (también denominada luego de 1996 como ciudad autónoma de Buenos Aires) más los partidos del Gran Buenos Aires —en el sentido administrativo, es decir, los 24 partidos completos— que la rodean. El término es utilizado tanto en el área económica como social, salvo muy contadas excepciones.
El Indec también utiliza la expresión Región Gran Buenos Aires (Región GBA), en sus publicaciones, para definir a la misma área. Esta reemplazó definitivamente, a partir de agosto de 2003, a la expresión Región Metropolitana para referirse a dicha área de la ciudad más 24 partidos, por lo que pueden encontrarse textos de su autoría con esta última expresión pero que no se refieren a la Región Metropolitana de Buenos Aires (RMBA) en sentido estricto.

#### Aglomerado Gran Buenos Aires (AGBA)

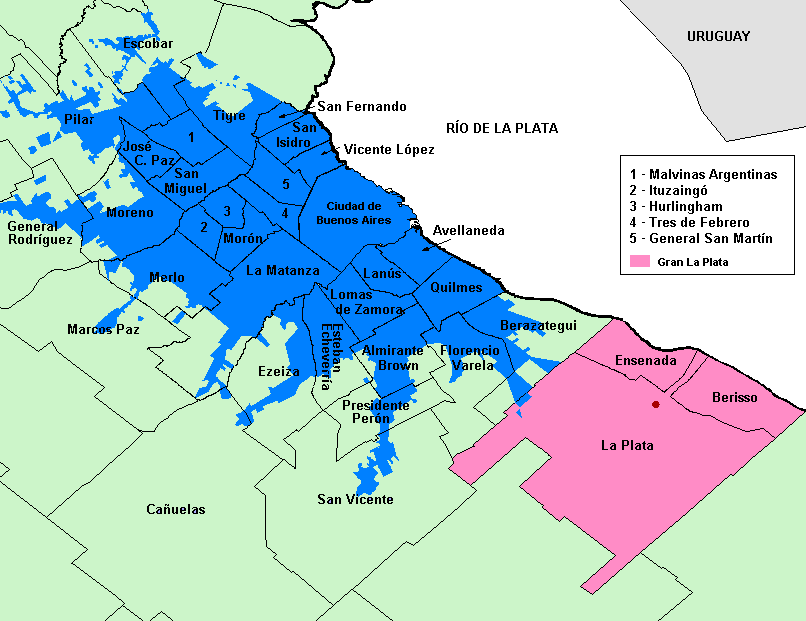
En azul, Aglomerado Gran Buenos Aires.

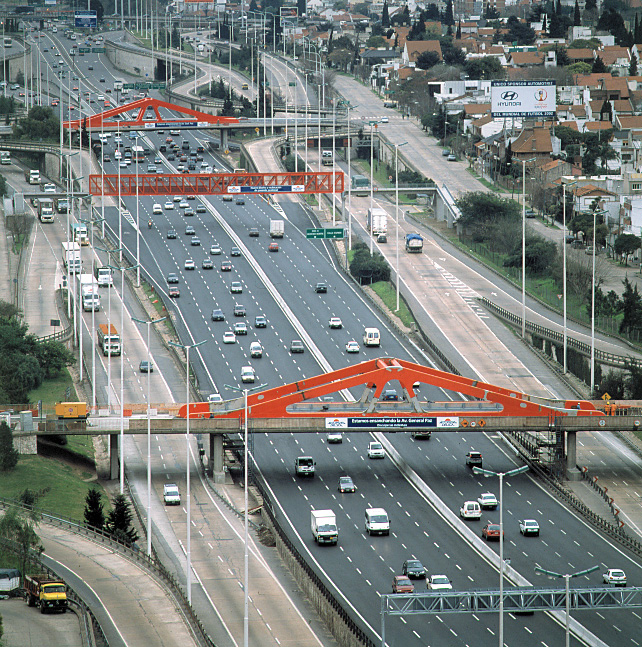
La Avenida General Paz es una autopista de gran importancia en el flujo automotor entre la ciudad y la provincia de Buenos Aires.

El Aglomerado Gran Buenos Aires (AGBA) abarca lo que se denomina "mancha urbana", es decir la zona hasta donde llega la continuidad de viviendas, buscando definir una realidad esencialmente móvil. Llamada también envolvente de población o localidad censal.
La definición del Aglomerado Gran Buenos Aires es más amplia pero también menos precisa que la de Gran Buenos Aires, abarcando la ciudad de Buenos Aires (también denominada luego de 1996 como ciudad autónoma de Buenos Aires), la superficie total de 14 partidos de la provincia de Buenos Aires y la parcial de otros 16. La superficie del aglomerado suma 2.590 km², un 10% más que los 2.353 km² correspondientes a la superficie del área censada en 1991, reflejando que la mancha urbana continua extendiéndose a un ritmo mayor que el del crecimiento de la población, a pesar de los intentos de frenar dicha expansión a través de la regulación de usos del suelo reglamentada por la ley 8912/77 de la provincia de Buenos Aires.
El Aglomerado Gran Buenos Aires, en sentido estricto, se extiende por 31 unidades administrativas, a las cuales se encuentran otra 4 en proceso de agregación:
- La Ciudad Autónoma de Buenos Aires
- 14 partidos cuya población y superficie integran totalmente el Aglomerado Gran Buenos Aires y forman parte del Gran Buenos Aires:

- Avellaneda
- General San Martín
- Hurlingham
- Ituzaingó
- José C. Paz
- Lanús
- Lomas de Zamora
- Malvinas Argentinas
- Morón
- Quilmes
- San Isidro
- San Miguel
- Tres de Febrero
- Vicente López

- 10 partidos cuya población y superficie integran parcialmente el Aglomerado Gran Buenos Aires y forman parte del Gran Buenos Aires:

- Almirante Brown
- Berazategui
- Esteban Echeverría
- Ezeiza
- Florencio Varela
- La Matanza
- Merlo
- Moreno
- San Fernando
- Tigre

- 4 partidos cuya superficie y población integran parcialmente el aglomerado, y a partir de 2006 forman parte del conurbano desde el aspecto político y administrativo.[13][14][15]

- Escobar
- General Rodríguez
- Marcos Paz
- Pilar

- 2 partidos cuya superficie y población integran parcialmente el aglomerado, y no forman parte del Gran Buenos Aires:

- Presidente Perón
- San Vicente

- Se agregan a ellos 4 partidos a los que no se los considera, por el momento, como parte del aglomerado, cuya superficie y población lo integran muy parcialmente, y no forman parte del Gran Buenos Aires:

- Berisso
- Cañuelas
- Ensenada
- La Plata

### Otros criterios
Extraoficialmente diversos autores adoptan otras definiciones para definir diferentes escalas de la Buenos Aires metropolitana, a saber:

#### Criterios definidos por el Observatorio Urbano Local
El Observatorio Urbano Local - Buenos Aires Metropolitana (OUL-BAM) forma parte de la red de Observatorios Urbanos de ONU-hábitat y define distintas áreas geográficas para contribuir en los foros de discusión entre los actores pertinentes, gubernamentales y no gubernamentales, además de evaluar y monitorear las políticas públicas urbanas, y contribuir a la formulación de aportes para la resolución de las problemáticas afrontadas por los diferentes niveles de decisión en el ámbito del área metropolitana de Buenos Aires. 
Dentro de la zona metropolitana distingue el Gran Buenos Aires (GBA), el Area Metropolitana de Buenos Aires (AMBA), y la Región Metropolitana de Buenos Aires (RMBA) 

##### Gran Buenos Aires (GBA)
El mismo abarca:

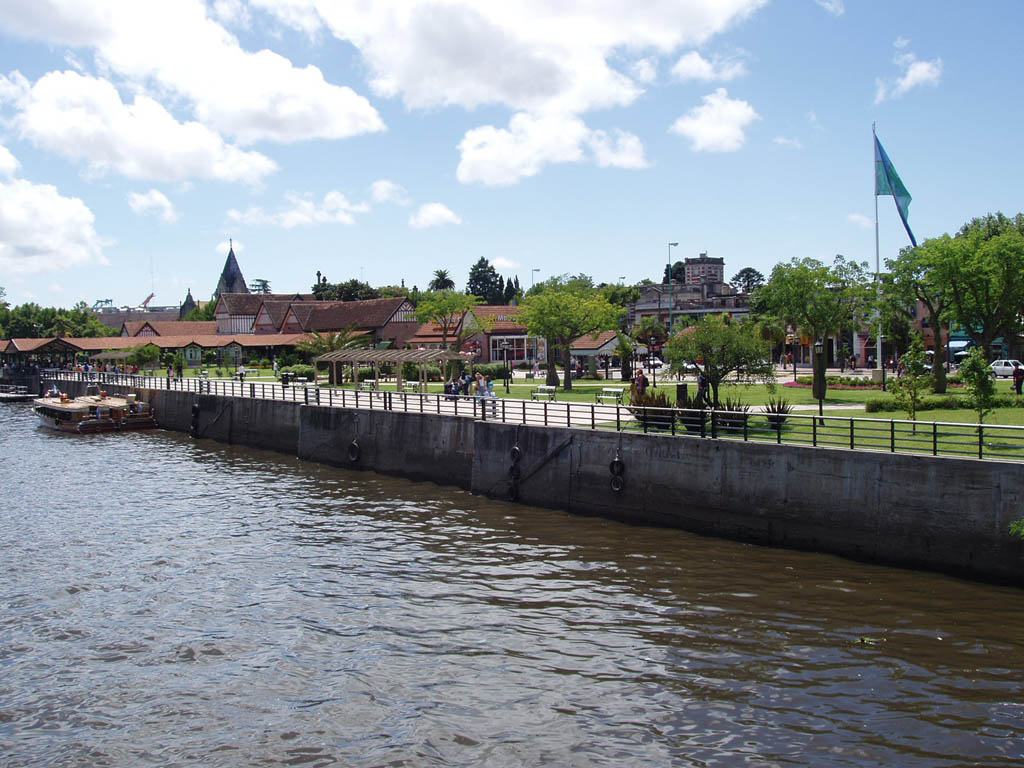
Tigre, localidad de la zona norte del Gran Buenos Aires.

- La ciudad autónoma de Buenos Aires
- 24 partidos bonaerenses diferenciados en 2 cordones

- 1° cordón:
- Avellaneda
- General San Martín
- La Matanza (parcialmente)
- Lanús
- Lomas de Zamora
- Morón
- San Isidro
- Tres de Febrero
- Vicente López
- 2° cordón:
- Almirante Brown
- Berazategui
- Esteban Echeverría
- Ezeiza
- Florencio Varela
- Hurlingham
- Ituzaingó
- José C. Paz
- La Matanza (parcialmente)
- Malvinas Argentinas
- Merlo
- Moreno
- Quilmes
- San Fernando
- San Miguel
- Tigre

##### Aglomerado Buenos Aires (AGBA)

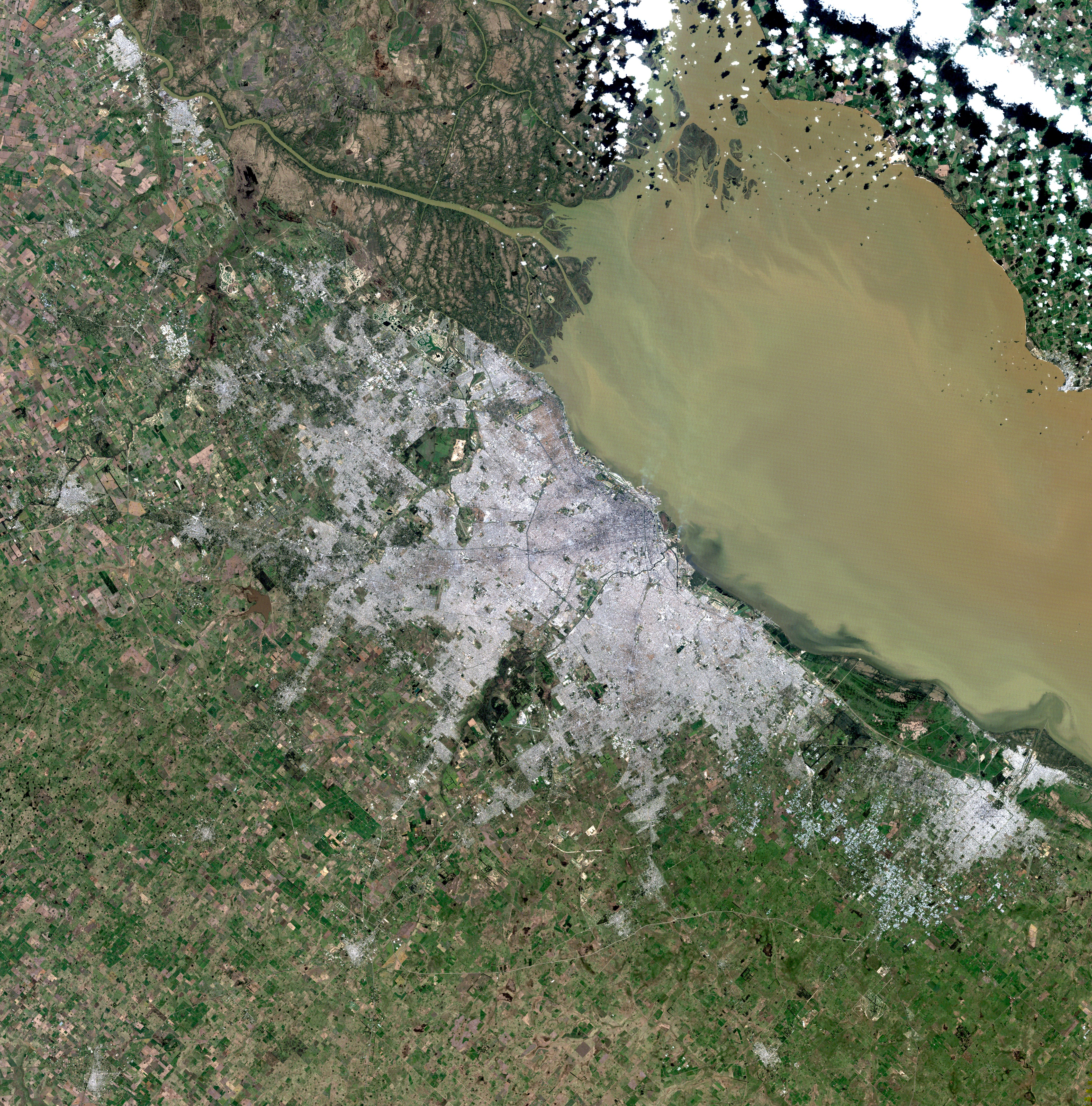
Imagen satelital de la Región Metropolitana de Buenos Aires.(NASA)

Define a la Aglomeración Gran Buenos Aires (AGBA), delimitando geográficamente la mancha en base a criterios de continuidad física. Metodológicamente, se tomaron los criterios empleados para definir las “localidades censales” (el AMBA, a los fines del relevamiento del INDEC, compone una localidad censal) que el INDEC usó en el censo 2001 pero que no es el mismo que el usado en el censo 2022. De esta manera, el AGBA refiere a una porción de la superficie de edificación semicompacta interconectada por una red de calles. Quedaba integrando por:
- La ciudad autónoma de Buenos Aires
- La totalidad de 14 partidos del conurbano

- Avellaneda
- General San Martín
- Hurlingham
- Ituzaingó
- José C. Paz
- Lanús
- Lomas de Zamora
- Malvinas Argentinas
- Morón
- Quilmes
- San Isidro
- San Miguel
- Tres de Febrero
- Vicente López

- 17 partidos del conurbano en forma parcial:

- Almirante Brown
- Berazategui
- Escobar
- Esteban Echeverría
- Ezeiza
- Florencio Varela
- General Rodríguez
- La Matanza
- La Plata
- Marcos Paz
- Merlo
- Moreno
- Pilar
- Presidente Perón
- San Fernando
- San Vicente
- Tigre

##### Área metropolitana de Buenos Aires (AMBA)
La misma abarca:

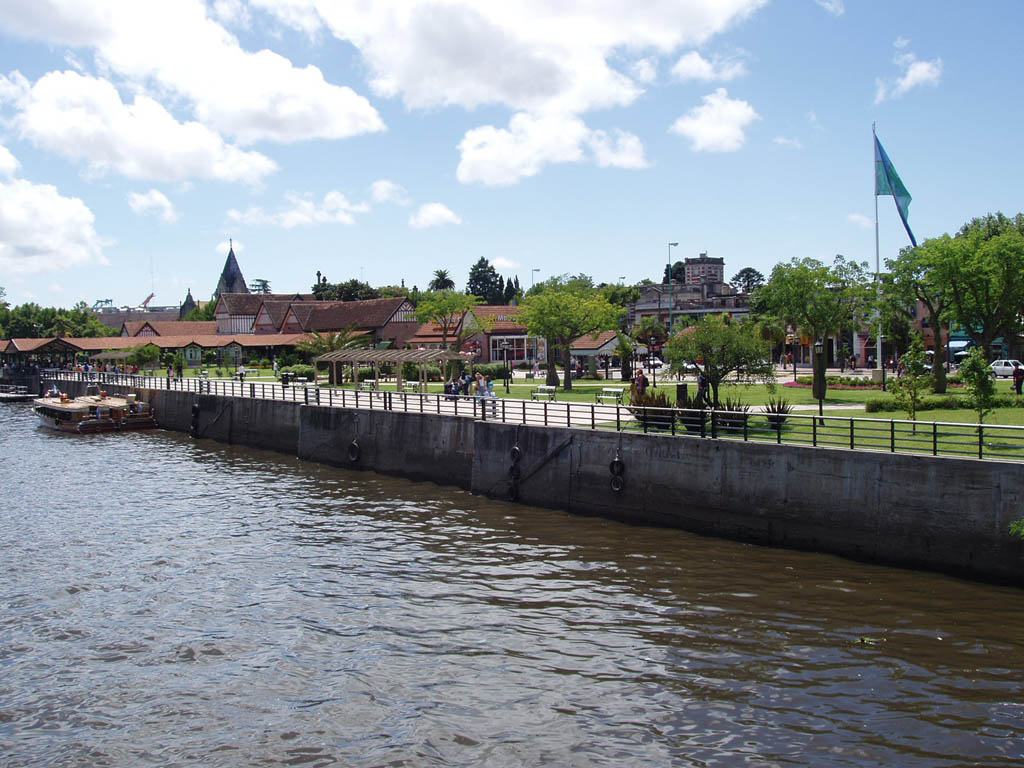
Tigre, localidad de la zona norte del Gran Buenos Aires.

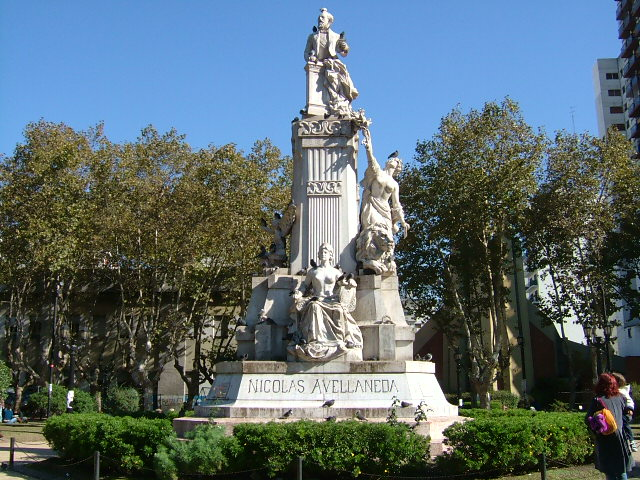
Monumento a Nicolás Avellaneda, Avellaneda

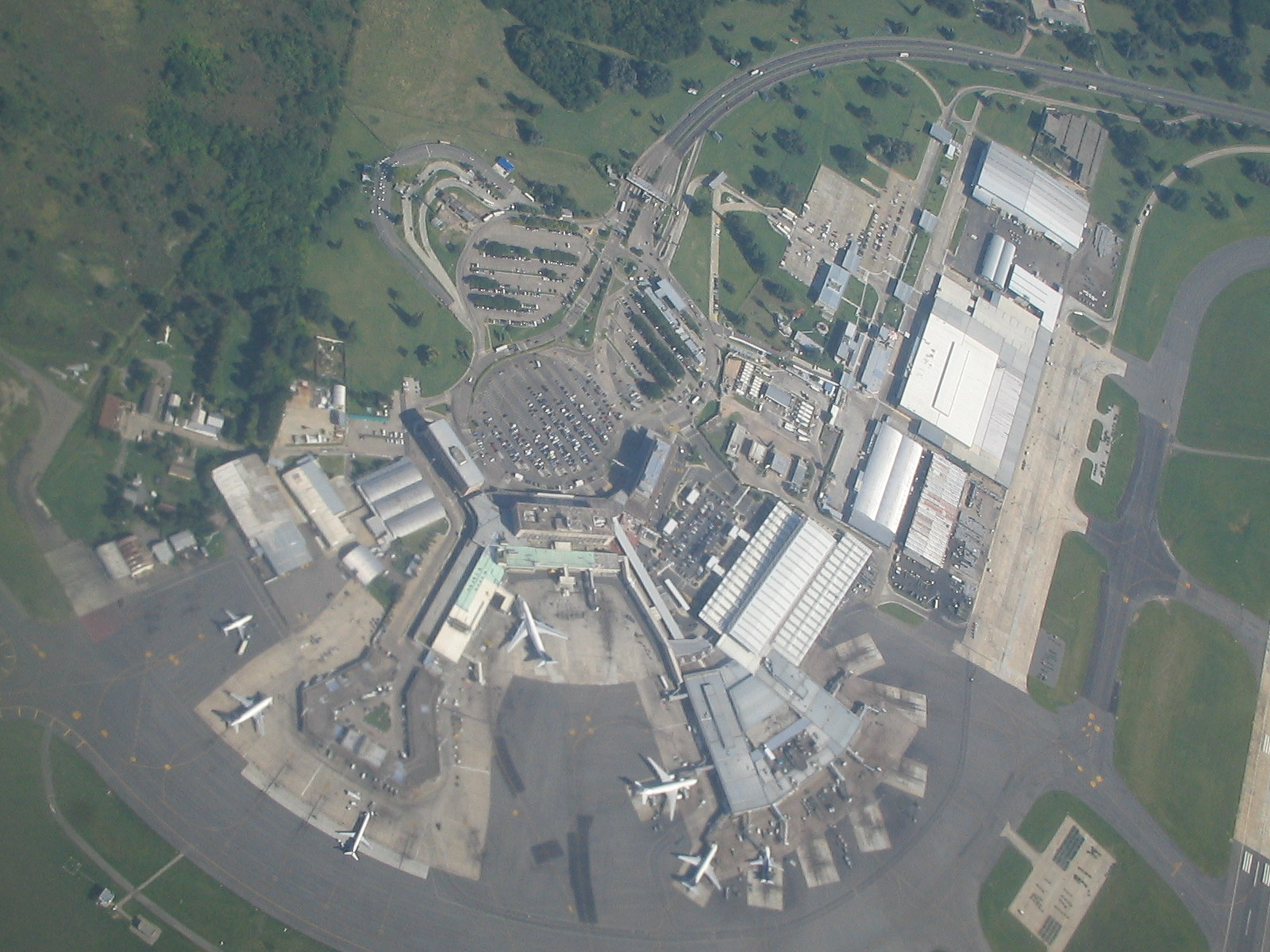
Aeropuerto Internacional Ministro Pistarini, en la localidad de Ezeiza, es la principal terminal aérea internacional de Argentina

- La ciudad autónoma de Buenos Aires
- 35 partidos bonaerenses

- Almirante Brown
- Avellaneda
- Berazategui
- Berisso
- Ensenada
- Escobar
- Esteban Echeverría
- Ezeiza
- Florencio Varela
- General Las Heras
- General Rodríguez
- General San Martín
- Hurlingham
- Ituzaingó
- José C. Paz
- La Matanza
- La Plata
- Lanús
- Lomas de Zamora
- Luján
- Malvinas Argentinas
- Marcos Paz
- Merlo
- Moreno
- Morón
- Pilar
- Presidente Perón
- Quilmes
- San Fernando
- San Isidro
- San Miguel
- San Vicente
- Tigre
- Tres de Febrero
- Vicente López

##### Región Metropolitana de Buenos Aires (RMBA)

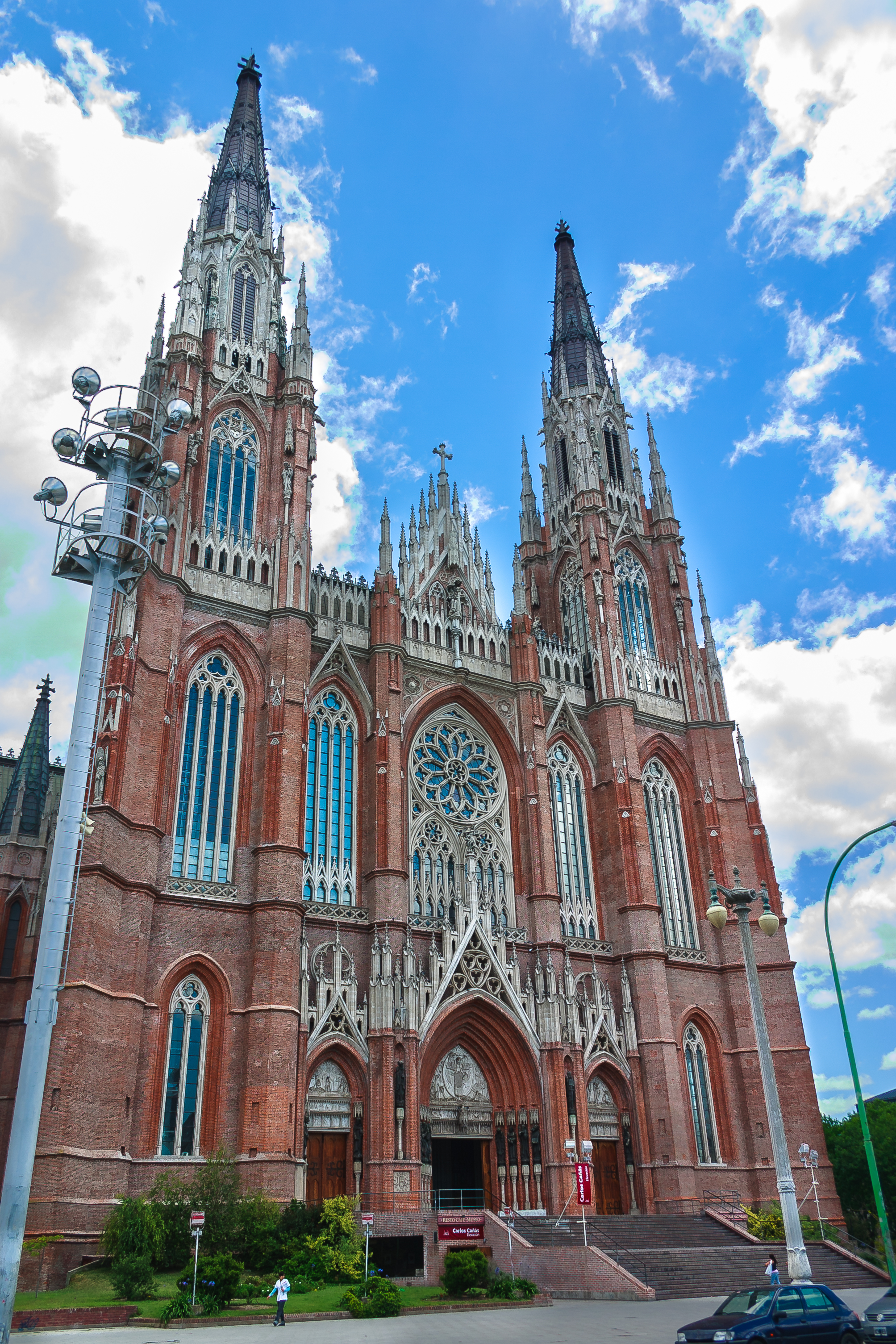
La catedral de La Plata, de estilo neogótico, es uno de los templos católicos más grandes de la Argentina.

La Región Metropolitana de Buenos Aires (RMBA) es el área geográfica que abarca la totalidad de los asentamientos urbanos, y sus respectivas áreas de influencia, integrados funcionalmente con el área urbana principal. Las variables utilizadas para definir dicha área son diversas, siendo la más abarcativa aquella que agrupa las unidades administrativas definidas por el criterio funcional de identificación a partir del área de «conmutado», es decir basado en el movimiento diario que realizan las personas para satisfacer sus necesidades, principalmente laborales, pero también educativas, de salud y de consumo. Esos movimientos diarios, o migraciones pendulares, tienen cierta correspondencia con la estructura de transporte de la RMBA. Abarca 41 unidades administrativas, sobre un área de 18.380 km²:
- La Ciudad Autónoma de Buenos Aires
- La totalidad de 40 partidos:

- Almirante Brown
- Avellaneda
- Berazategui
- Berisso
- Brandsen
- Campana
- Cañuelas
- Ensenada
- Escobar
- Esteban Echeverría
- Exaltación de la Cruz
- Ezeiza
- Florencio Varela
- General Las Heras
- General Rodríguez
- General San Martín
- Hurlingham
- Ituzaingó
- José C. Paz
- La Matanza
- Lanús
- La Plata
- Lomas de Zamora
- Luján
- Malvinas Argentinas
- Marcos Paz
- Merlo
- Moreno
- Morón
- Pilar
- Presidente Perón
- Quilmes
- San Fernando
- San Isidro
- San Miguel
- San Vicente
- Tigre
- Tres de Febrero
- Vicente López
- Zárate

#### Criterio definido por la Dirección de Ordenamiento Urbano y Territorial

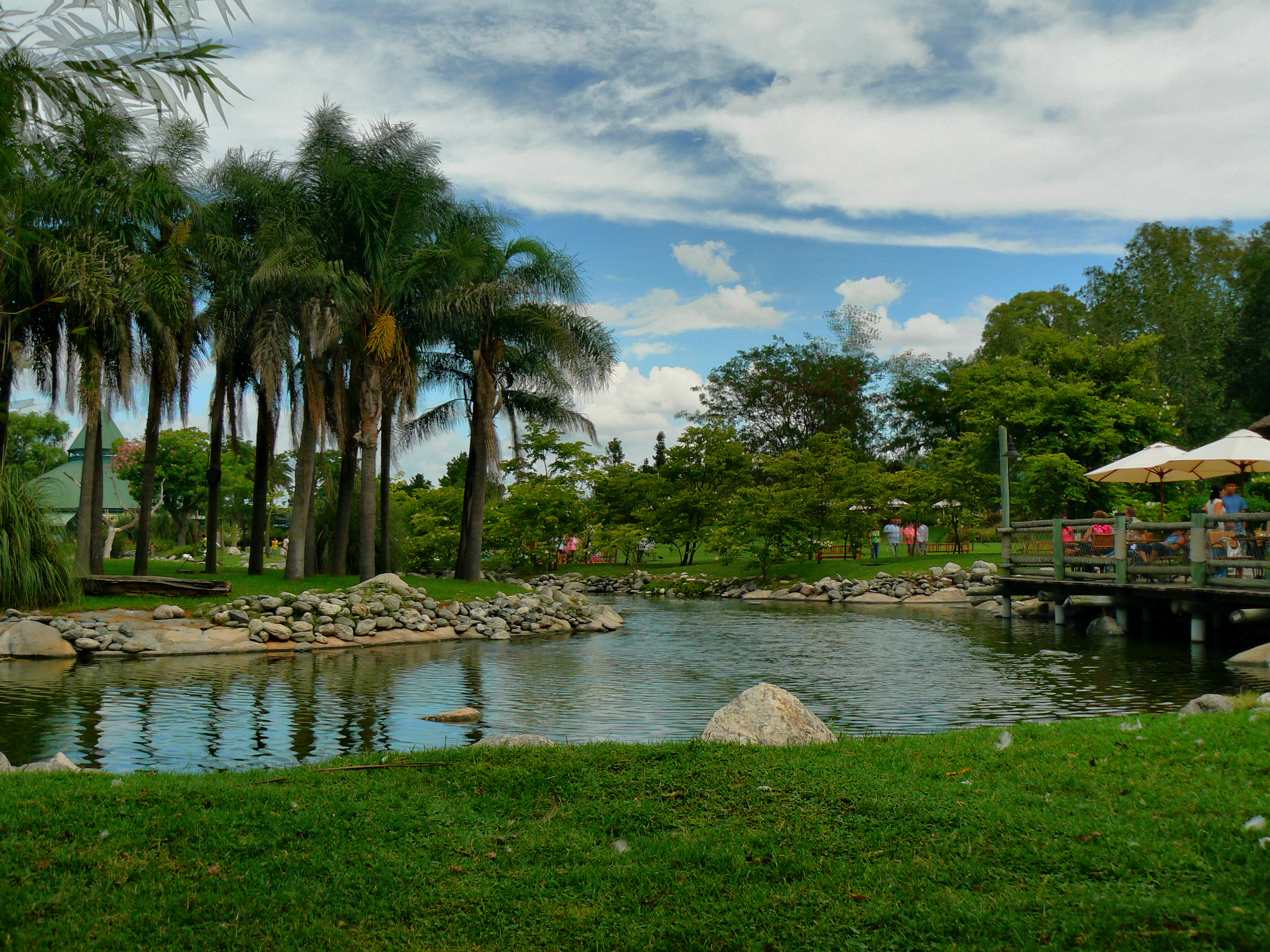
Temaikèn, en Belén de Escobar, es el único bioparque de la Argentina aprobado por la Asociación de Zoológicos y Acuarios

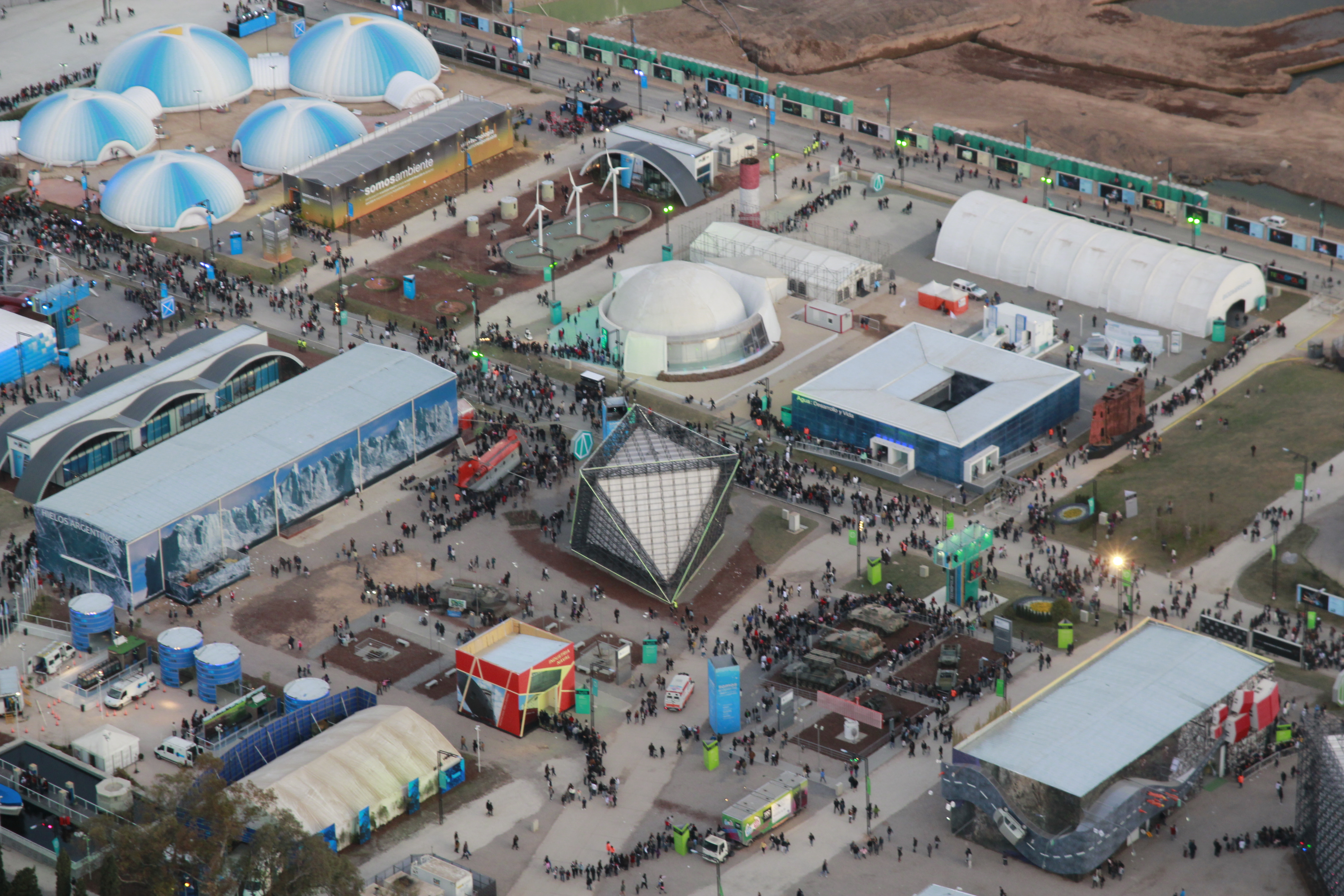
Tecnópolis, en el Partido de Vicente López, es la megamuestra de ciencia, tecnología, industria y arte más grande de la Argentina.

La Dirección de Ordenamiento Urbano y Territorial de la provincia de Buenos Aires (DPOUT) ha delimitado el área denominada como Región Metropolitana de Buenos Aires (RMBA) para elaborar el Plan Estratégico Territorial vigente, en función de los grandes componentes
de la organización territorial:
- los espacios de la producción industrial y el sistema portuario;
- los espacios del comercio y los servicios y el sistema de centros;
- el sistema del hábitat y los crecimientos urbanos;
- la movilidad: estructura vial y sistemas de transporte;
- el sistema ambiental: cuencas hidrográficas, gestión de residuos, áreas verdes y espacios periurbanos.

Esta delimitación de la región coincide con la adoptada por el Observatorio Metropolitano dependiente del Concejo Profesional de Arquitectura y Urbanismo de la Argentina (CPAU) y por la Fundación Metropolitana, abarcando la Ciudad Autónoma de Buenos Aires y la totalidad de los 40 partidos circundantes.

#### Criterio definido por el Ministerio de Transporte de la Nación en 2020
Durante el 2020, la pandemia de coronavirus puso en la agenda mediática la cuestión del AMBA. La gestión de restricciones a la circulación y respuestas sanitarias frente al Covid-19, aportó socializar un saber experto haciendo extensiva la idea de que la Ciudad de Buenos Aires y el conurbano bonaerense componen un sistema urbano, integrado en sus dinámicas urbanas cotidianas. En esta línea se sancionaron diferentes Decretos de Necesidad y Urgencia (DNU) nacionales en los cuales se definió oportunamente al AMBA, siendo dos (297/2020 y 895/2020), los que delimitaron el AMBA en:
- La Ciudad Autónoma de Buenos Aires
- La totalidad de 35 partidos:

- Almirante Brown
- Avellaneda
- Berazategui
- Berisso
- Ensenada
- Escobar
- Esteban Echeverría
- Ezeiza
- Florencio Varela
- General Las Heras
- General Rodríguez
- General San Martín
- Hurlingham
- Ituzaingó
- José C. Paz
- La Matanza
- Lanús
- La Plata
- Lomas de Zamora
- Luján
- Malvinas Argentinas
- Marcos Paz
- Merlo
- Moreno
- Morón
- Pilar
- Presidente Perón
- Quilmes
- San Fernando
- San Isidro
- San Miguel
- San Vicente
- Tigre
- Tres de Febrero
- Vicente López

### Clasificaciones dentro del Conurbano

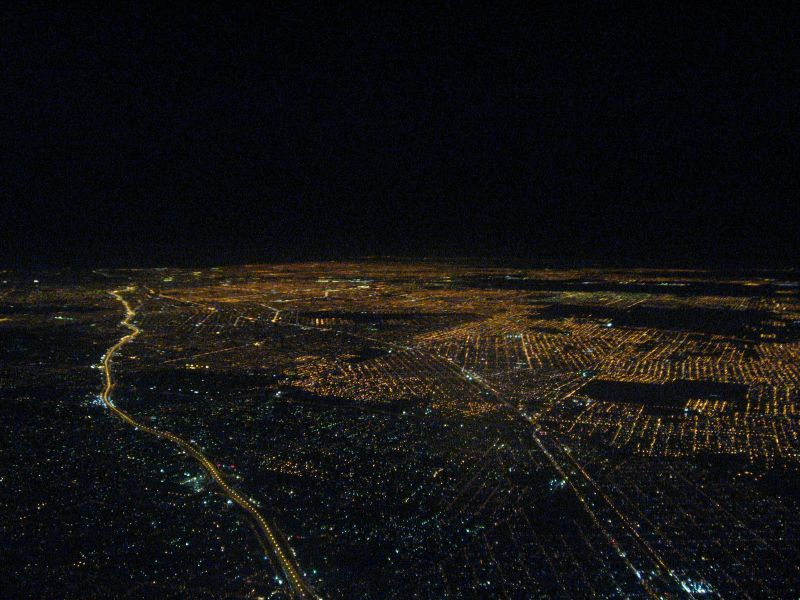
Vista aérea nocturna de un sector de la zona oeste del Conurbano.

Así definido, dentro del conurbano bonaerense habitualmente se distinguen también los cordones o coronas, una serie de anillos sucesivos ubicados según su proximidad alrededor de la ciudad de Buenos Aires. Esta clasificación supone una cierta homogeneidad para cada uno de ellos, resultado de los distintos momentos en que se desarrollaron a medida que se extendía el aglomerado, sus condiciones habitacionales, la infraestructura presente y la densidad de población. Se excluye en esta caracterización a los partidos pertenecientes al Gran La Plata.
Primer cordónEntre la Avenida General Paz-Riachuelo y el Camino de Cintura, incluyendo Avellaneda, Lanús, Lomas de Zamora, La Matanza (parte este), Morón, Tres de Febrero, San Martín, Vicente López, San Isidro.
Segundo cordónDesde el Camino de Cintura, incluyendo Quilmes, Berazategui, Florencio Varela, Almirante Brown, Esteban Echeverría, Ezeiza, Moreno, Merlo, Hurlingham, Ituzaingó, La Matanza (parte oeste), Tigre, San Fernando, José C. Paz, San Miguel, Malvinas Argentinas.
Tercer cordónSan Vicente, Presidente Perón, Marcos Paz, Gral. Rodríguez, Escobar y Pilar, hasta la Ruta Provincial N° 6

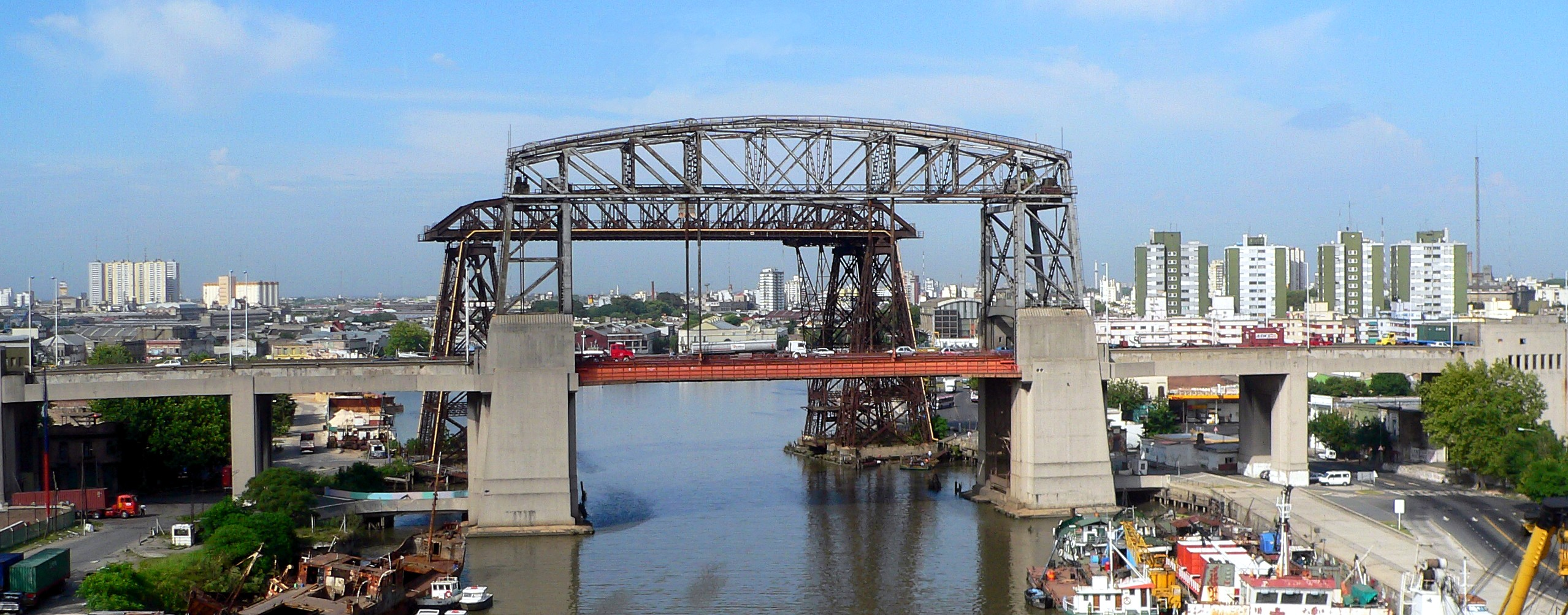
El Riachuelo separa la ciudad de Buenos Aires de la zona sur del conurbano (imagen del puente Nicolás Avellaneda).

También suele dividirse el conurbano bonaerense en tres zonas geográficas: norte, oeste y sur.
Zona NorteFormada por Vicente Lopéz, San Isidro, San Fernando, Tigre, General San Martín, San Miguel, José C. Paz, Malvinas Argentinas, Escobar y Pilar, se caracterizan principalmente por sus barrios y urbanizaciones cerradas para sectores de la clase alta, así como importantes centros industriales, principalmente de las industrias del automóvil y farmacológica, si bien también incluye sectores de clase media. Su zona ribereña es un importante paseo turístico, al igual que la zona del Delta. Aquí se ubican gran cantidad de marinas y clubes náuticos. En el caso de Pilar, se destaca la presencia de grandes proyectos inmobiliarios como los countries y los barrios semicerrados para las clases media-alta y alta.
La Autopista Panamericana (Acceso Norte), con sus distintos ramales de intenso tránsito, se constituye en la principal conexión vial con la ciudad de Buenos Aires. Las líneas ferroviarias Mitre, San Martín y Belgrano Norte conectan la zona con la estación Retiro.
Zona OesteLa conforman La Matanza, Merlo, Moreno, Morón, Gral. Rodríguez, Marcos Paz, Hurlingham, Ituzaingó y Tres de Febrero. Es una zona muy industrial de urbanización más reciente, que recibe a gran parte de los migrantes internos y fronterizos. Dentro de ellos, el extenso partido de La Matanza, con más de 1,7 millones de habitantes (2010), solo superado en población por cuatro provincias, tiene una gran importancia social, política y económica.
Sus principales vías de vinculación con la ciudad de Buenos Aires son la autopista Acceso Oeste, la Ruta 3, la RP 40 (Ex200), la RP 8 (Ex RN8), la Línea San Martín con destino final en Retiro, la Línea Urquiza hasta la estación Federico Lacroze en el barrio porteño de Chacarita, la Línea Sarmiento, que culmina en la estación Once y la Línea Belgrano Sur, que en sus distintos ramales, une la zona sur de la ciudad de Buenos Aires (Barracas, Pompeya, Villa Soldati, Villa Lugano) con localidades tales como Tapiales, Gregorio de Laferrere, González Catán o Isidro Casanova, en La Matanza.
Zona SurConstituida por Avellaneda, Quilmes, Berazategui, Florencio Varela, Lanús, Lomas de Zamora, Almirante Brown, Esteban Echeverría, Ezeiza, Presidente Perón y San Vicente, es el área industrial tradicional del país, donde se instalaron los frigoríficos desde fines del siglo XIX. Separada de la ciudad de Buenos Aires y la zona Oeste por el Riachuelo, es la zona donde se hacen más evidentes las desigualdades sociales y urbanas del Gran Buenos Aires, con importantes zonas comerciales y residenciales y gran cantidad de barrios de nivel socioeconómico bajo y asentamientos irregulares.
Las principales interconexiones viales con la ciudad de Buenos Aires son la autopista Buenos Aires-La Plata, la autopista Ezeiza-Cañuelas, el Camino Negro, la avenida Hipólito Yrigoyen y la avenida Bartolomé Mitre. El ferrocarril Roca posee varios ramales que culminan en la estación Constitución, ubicada en la ciudad de Buenos Aires.

## Cronología de los partidos integrantes del Gran Buenos Aires
| Año  | Partido               | Origen |
| ---- | --------------------- | --- |
| 1730 | Luján                 | Al crearse el curato del pago Luján - En 1755 se designa el primer alcalde.                                                                       |
| 1778 | La Matanza            | Al designarse el primer alcalde. |
| 1778 | San Isidro            | Al designarse el primer alcalde. |
| 1778 | Tigre                 | Al designarse el primer alcalde. |
| 1784 | Morón                 | Al designarse el primer alcalde. |
| 1785 | Exaltación de la Cruz | Al designarse el primer alcalde. |
| 1785 | Pilar                 | Al designarse el primer alcalde. |
| 1785 | Quilmes               | Al designarse el primer alcalde. |
| 1785 | San Vicente           | Al designarse el primer alcalde. |
| 1801 | Ensenada              | Al designarse un Juez de Paz. |
| 1806 | San José de Flores    | Al designarse un Juez de Paz. |
| 1816 | San Fernando          | Al designarse el primer alcalde. |
| 1822 | Cañuelas              | Al designarse un Juez de Paz. |
| 1852 | Avellaneda            | Por decreto del gobernador Rosas con el nombre de Barracas al Sud.                                                                                |
| 1854 | Zárate                | Por decreto del gobernador Obligado. |
| 1855 | Belgrano              | Por ley provincial. Con tierras del partido de San José de Flores.                                                                                |
| 1861 | Lomas de Zamora       | Por ley provincial. Con tierras del partido de Barracas Al Sud (Avellaneda)                                                                       |
| 1864 | Todos los anteriores  | Por ley se recategorizaron como partidos todos los “pagos”, “jurisdicciones” o “partidos judiciales” existentes en la provincia de Buenos Aires.  |
| 1864 | General San Martín    | Por ley provincial 422. |
| 1864 | Merlo                 | Por ley provincial 422. |
| 1864 | Moreno                | Por ley provincial 422. |
| 1873 | Almirante Brown       | Fundado por ley provincial 856 con tierras provenientes de Quilmes y San Vicente.                                                                 |
| 1875 | Brandsen              | Fundado Por ley provincial 994 con tierras de los partidos de Ensenada y General Paz.                                                             |
| 1878 | General Rodríguez     | Por ley provincial 1241 - Con tierras del partido de Luján.                                                                                       |
| 1882 | Ensenada              | Por ley provincial 1463 - Extinción e incorporación del mismo al nuevo partido de La Plata.                                                       |
| 1882 | La Plata              | Por ley provincial 1463 - Con tierras de los partidos de Brandsen y Ensenada.                                                                     |
| 1885 | Campana               | Por ley provincial 1755 - Con tierras del partido de Exaltación de la Cruz.                                                                       |
| 1887 | Belgrano              | Por Ley Nacional 1029 - Extinción e incorporación del mismo a la Ciudad de Buenos Aires.                                                          |
| 1887 | San José de Flores    | Por Ley Nacional 1029 - Extinción e incorporación del mismo a la Ciudad de Buenos Aires.                                                          |
| 1889 | General Sarmiento     | Por ley provincial - Con tierras del partido de Pilar.                                                                                            |
| 1891 | Florencio Varela      | Por ley provincial 2397 - Con tierras del partido de Quilmes.                                                                                     |
| 1905 | Vicente López         | Por ley provincial 2959 - Con tierras del partido de San Isidro.                                                                                  |
| 1913 | Esteban Echeverría    | Por ley provincial 3467 - Con tierras de los partidos de Lomas de Zamora y San Vicente.                                                           |
| 1944 | Lanús                 | Por decreto del interventor federal Sanguinetti - Creado con el nombre de 4 de junio con tierras de los partidos de Avellaneda y Lomas de Zamora. |
| 1957 | Berisso               | Por ley provincial 4656 - Con tierras del partido de La Plata.                                                                                    |
| 1957 | Ensenada              | Por ley provincial 4656 - Refundación del mismo con tierras del partido de La Plata.                                                              |
| 1959 | Escobar               | Por ley provincial 6068 - Con tierras de los partidos de Pilar y Tigre.                                                                           |
| 1959 | Tres de Febrero       | Por ley provincial 6065 - Con tierras del partido de General San Martín.                                                                          |
| 1960 | Berazategui           | Por ley provincial 6317 - Con tierras del partido de Quilmes.                                                                                     |
| 1993 | Presidente Perón      | Por ley provincial 11480 - Con tierras de los partidos de Esteban Echeverría, Florencio Varela y San Vicente.                                     |
| 1994 | General Sarmiento     | Por ley provincial 11551 - Extinción y división del mismo entre los partidos de José C. Paz, Malvinas Argentinas y San Miguel.                    |
| 1994 | Hurlingham            | Por ley provincial 11610 - Con tierras del partido de Morón.                                                                                      |
| 1994 | Ituzaingó             | Por ley provincial 11610 - Con tierras del partido de Morón.                                                                                      |
| 1994 | José C. Paz           | Por ley provincial 11551 - Con tierras del extinto partido de General Sarmiento.                                                                  |
| 1994 | Malvinas Argentinas   | Por ley provincial 11551 - Con tierras del extinto partido de General Sarmiento.                                                                  |
| 1994 | San Miguel            | Por ley provincial 11551 - Con tierras del extinto partido de General Sarmiento.                                                                  |

## Demografía
Según los datos definitivos del censo de 2022, la Región Metropolitana de Buenos Aires cuenta con 16 366 641 habitantes (3 095 454  en la Ciudad Autónoma de Buenos Aires más 13 271 187 en los 39 partidos bonaerenses). Lo que representa un crecimiento poblacional del 19,9% respecto del censo anterior (7,1% en la Ciudad Autónoma y 23,3% en los partidos del conurbano).
Por su parte el Aglomerado Gran Buenos Aires cuenta en 2022 con 16 224 751 habitantes (3 095 454  en la Ciudad Autónoma de Buenos Aires más 13 129 297 en el sector de los partidos bonaerenses). Lo que representa un crecimiento poblacional del 19,3% respecto del censo anterior (7,1% en la Ciudad Autónoma y 22,6% en el area correspondiente de esos 39 partidos del conurbano).

## Red ferroviaria
Los ferrocarriles metropolitanos de Buenos Aires componen una extensa red conformada por siete líneas de trenes suburbanos, seis líneas de subterráneos y una línea de tren ligero que sirven al Área Metropolitana de Buenos Aires (AMBA). El subterráneo cuenta con una extensión de 54,7 km, los ferrocarriles eléctricos tienen una extensión de 278 km, mientras que el resto de la red se compone de ramales de tracción diésel, completando una extensión total de aproximadamente 1.000 km, una de las más extensas del mundo en servicio urbano.
Alrededor de 1000 millones de pasajeros utilizan anualmente el servicio ferroviario, que cuenta con un total de 305 estaciones.

## Galería

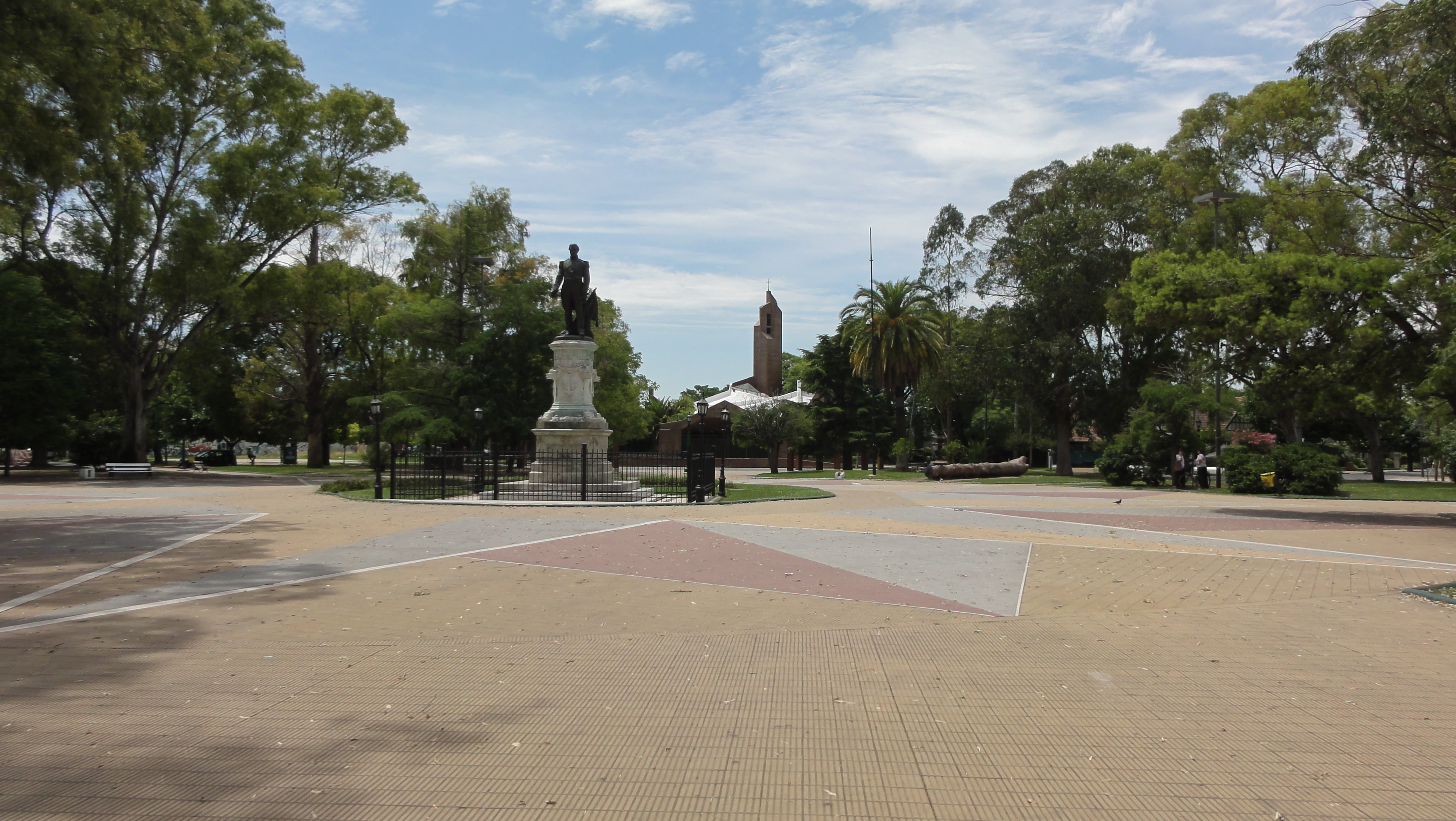
Adrogué
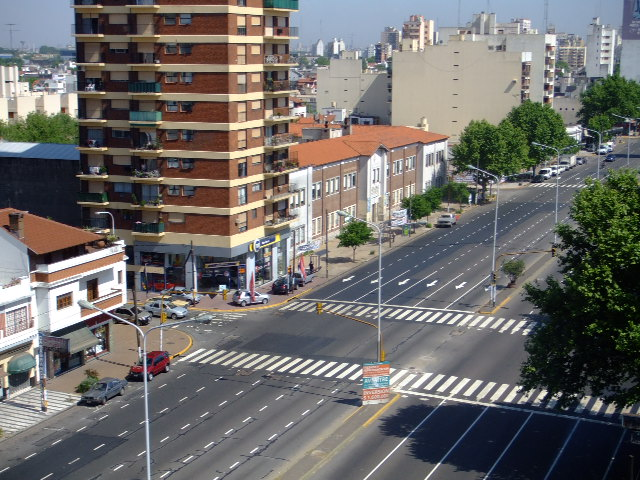
Avellaneda
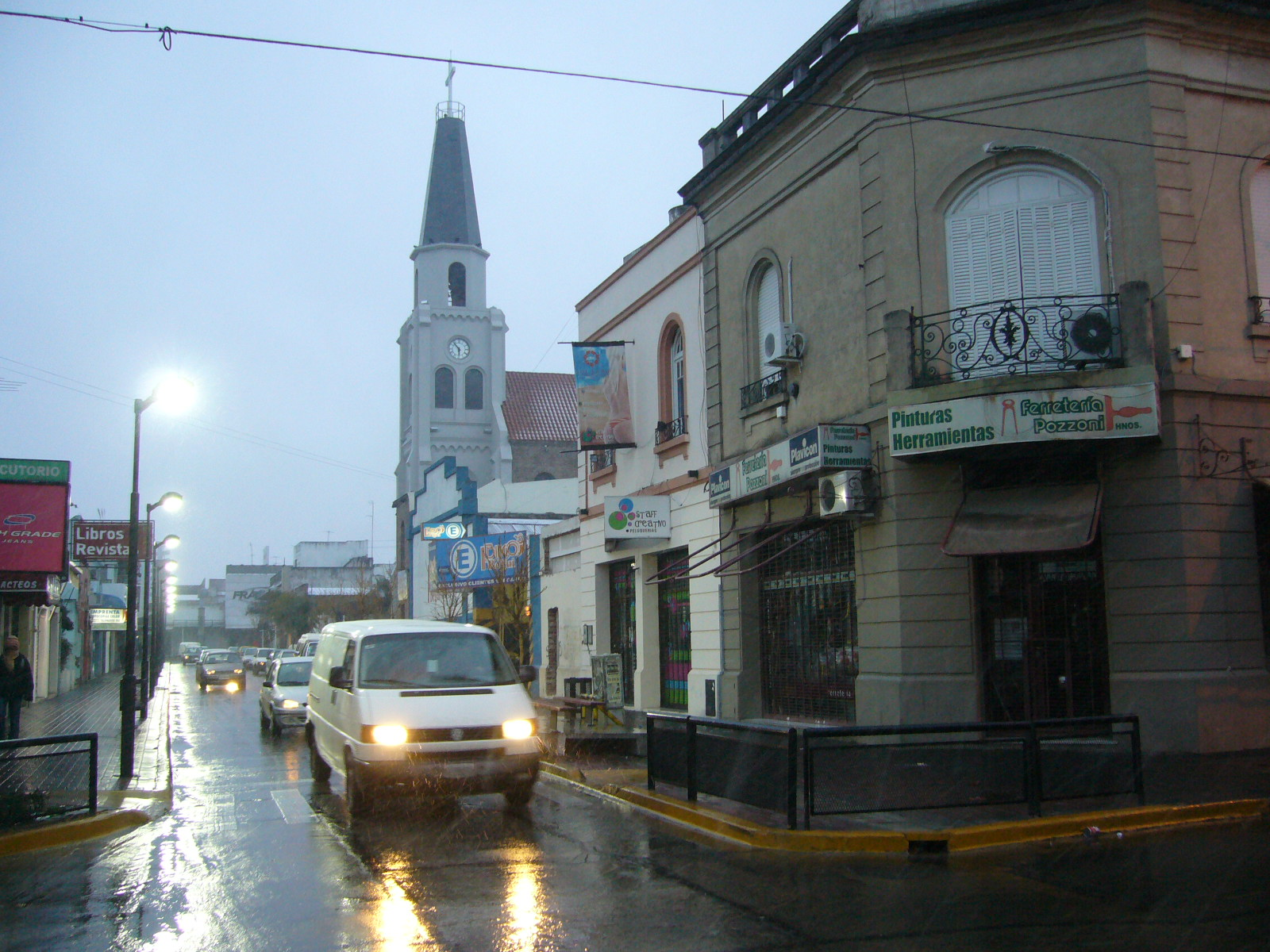
Berazategui
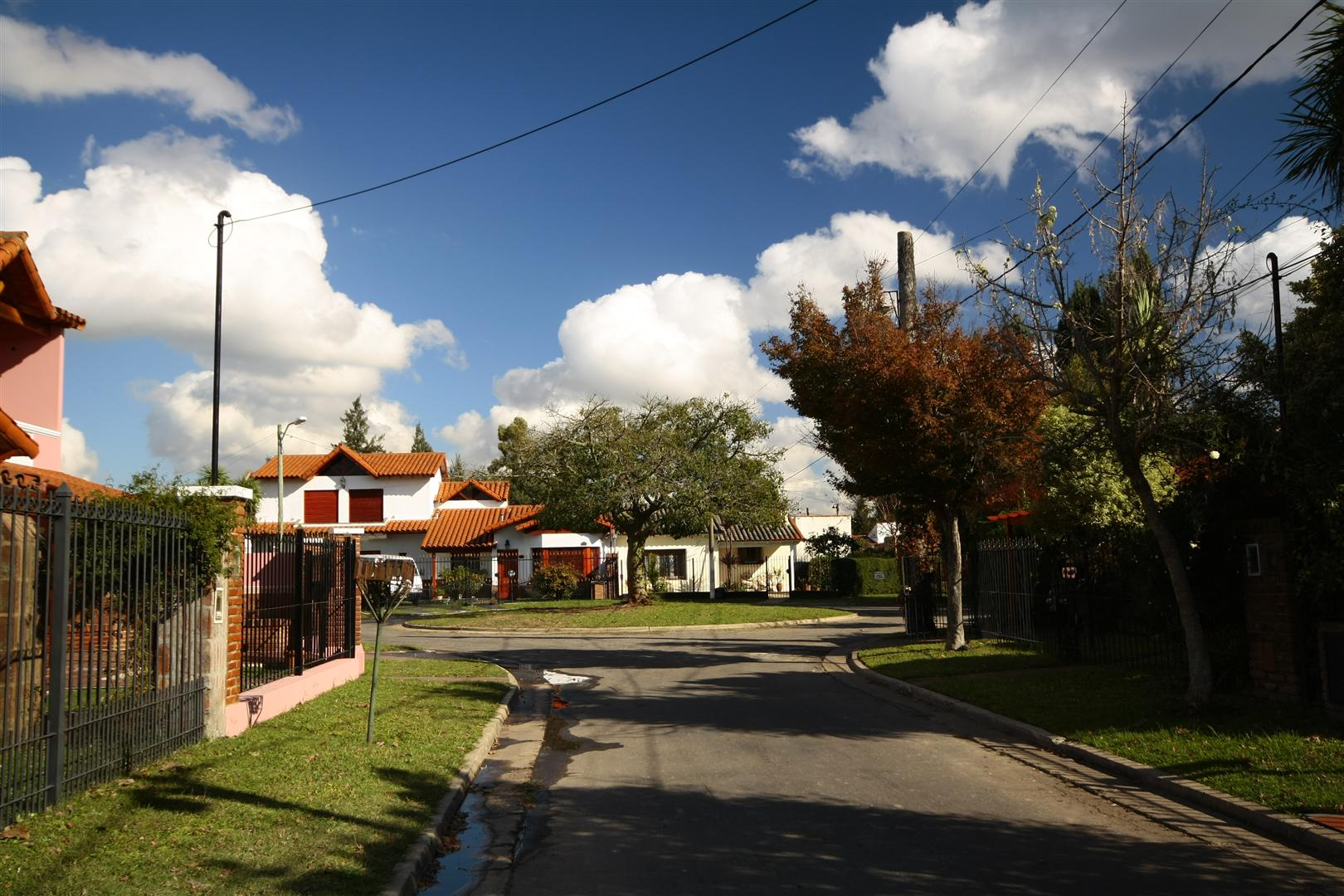
Ciudad Evita
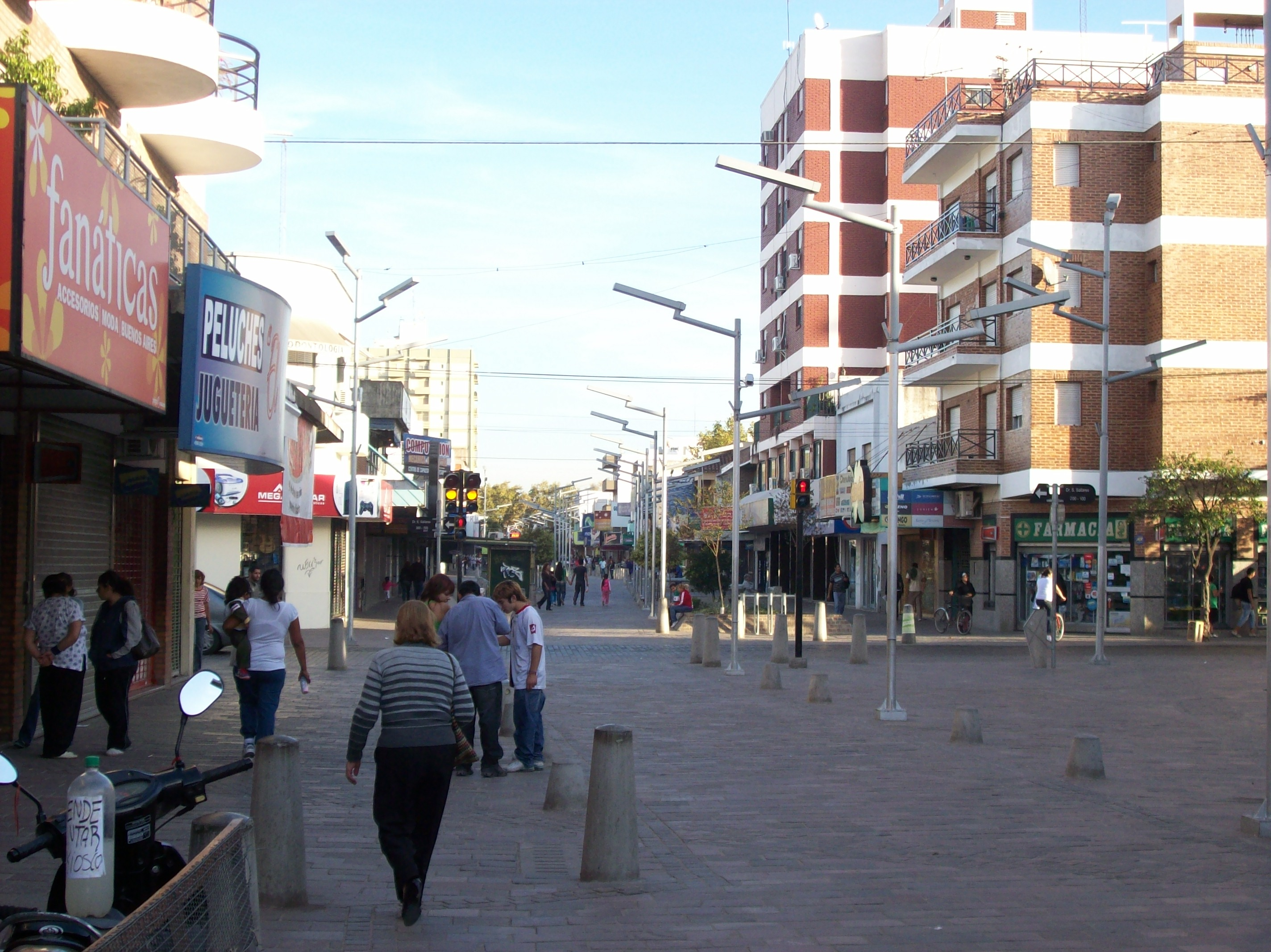
Florencio Varela
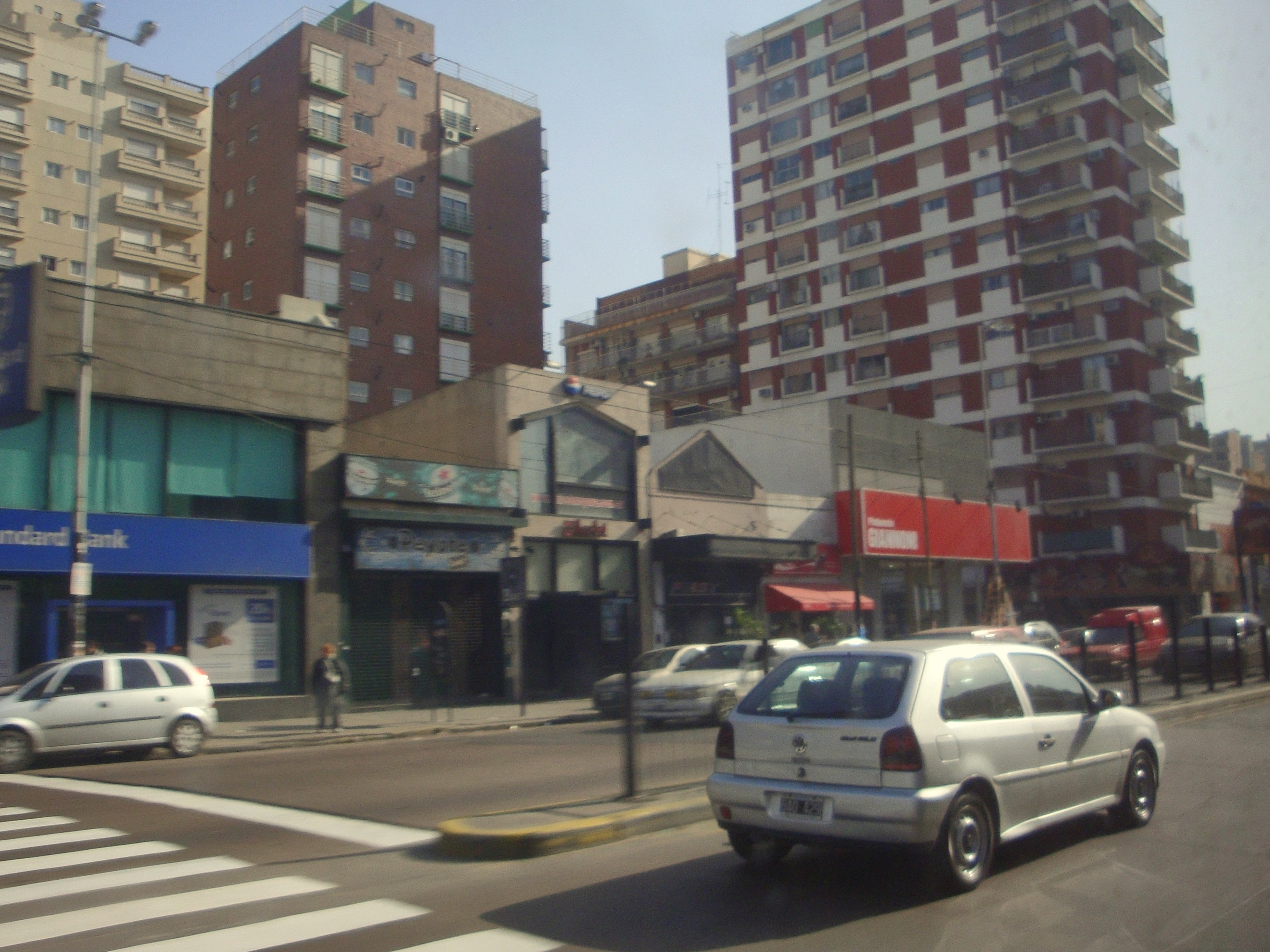
Lanús
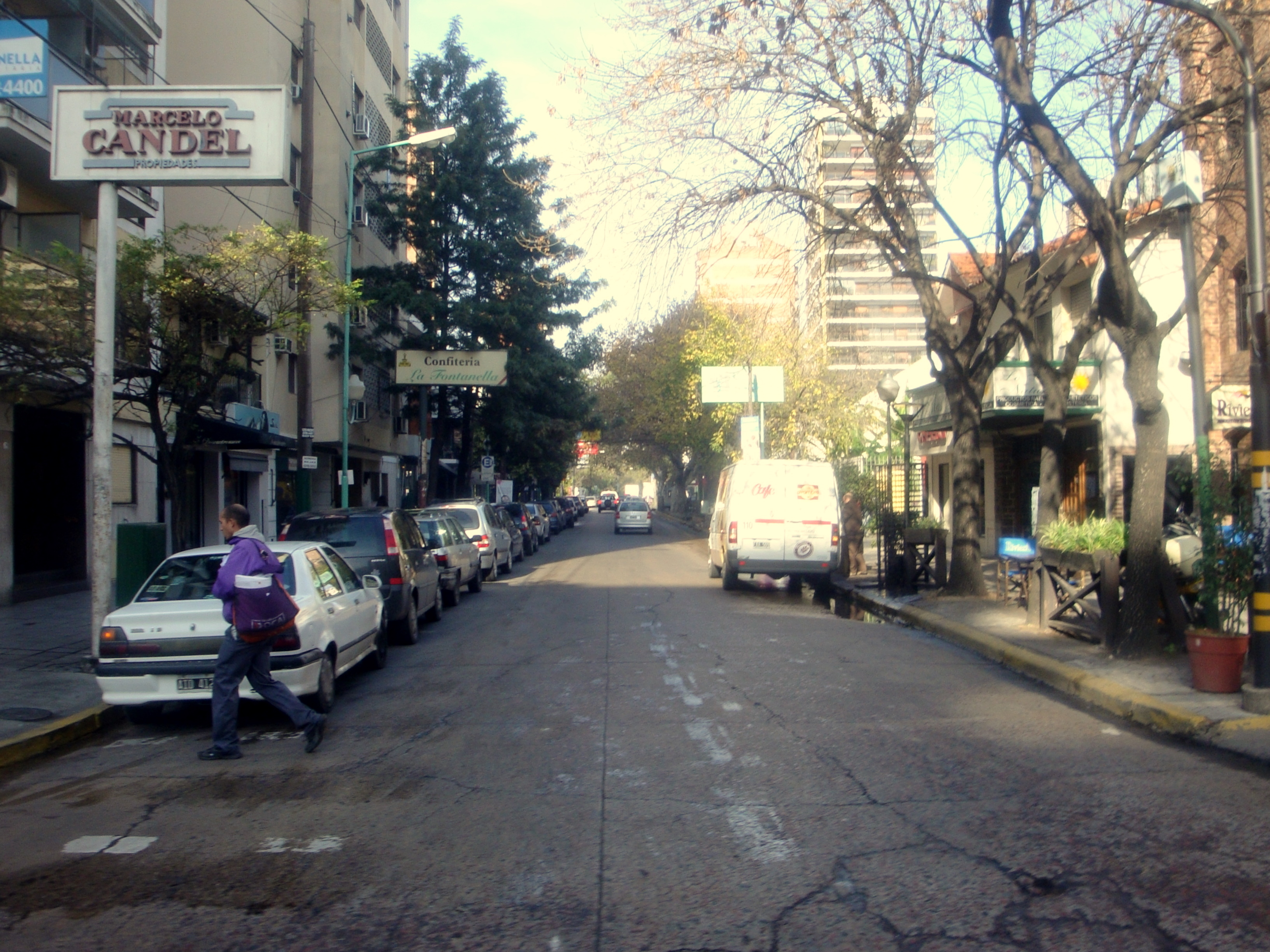
Lomas de Zamora
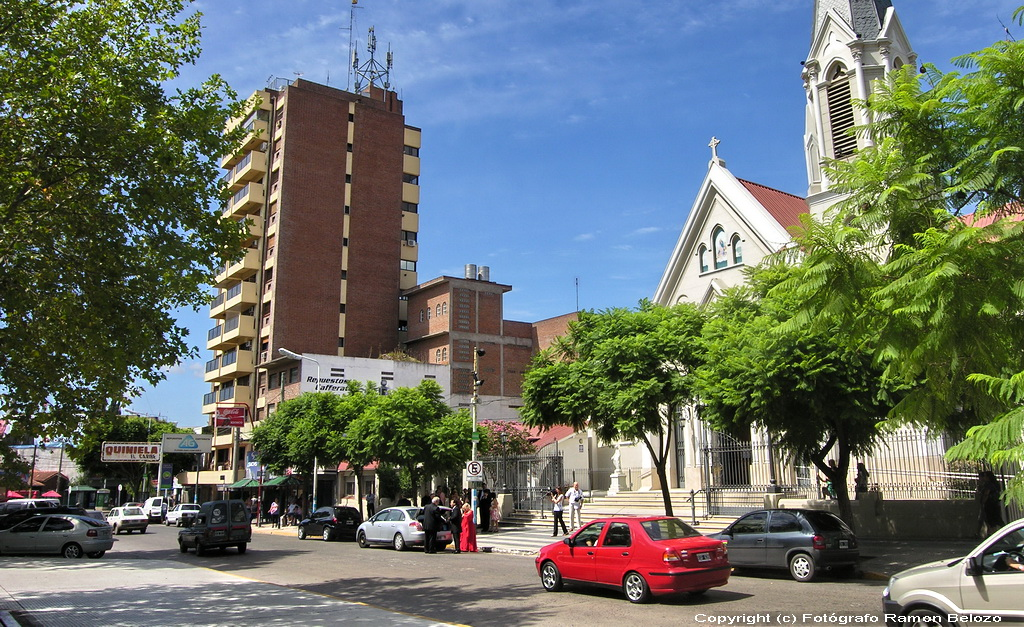
Monte Grande
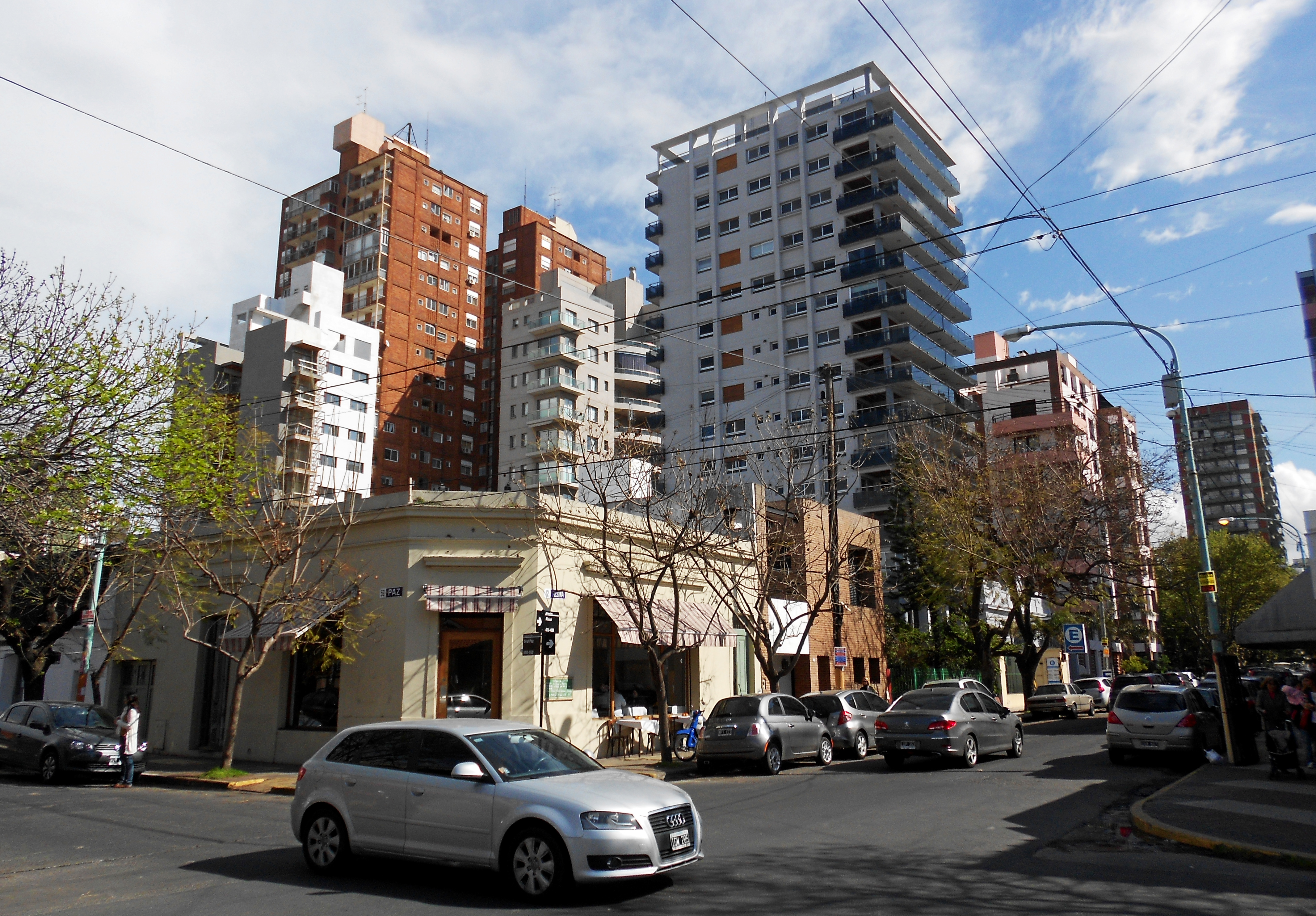
Quilmes
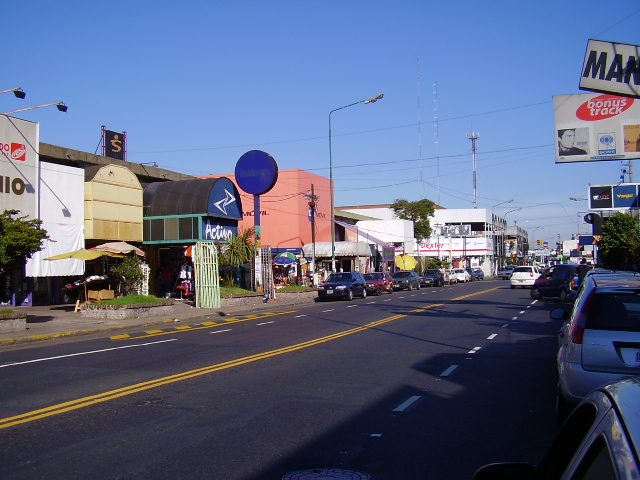
Munro
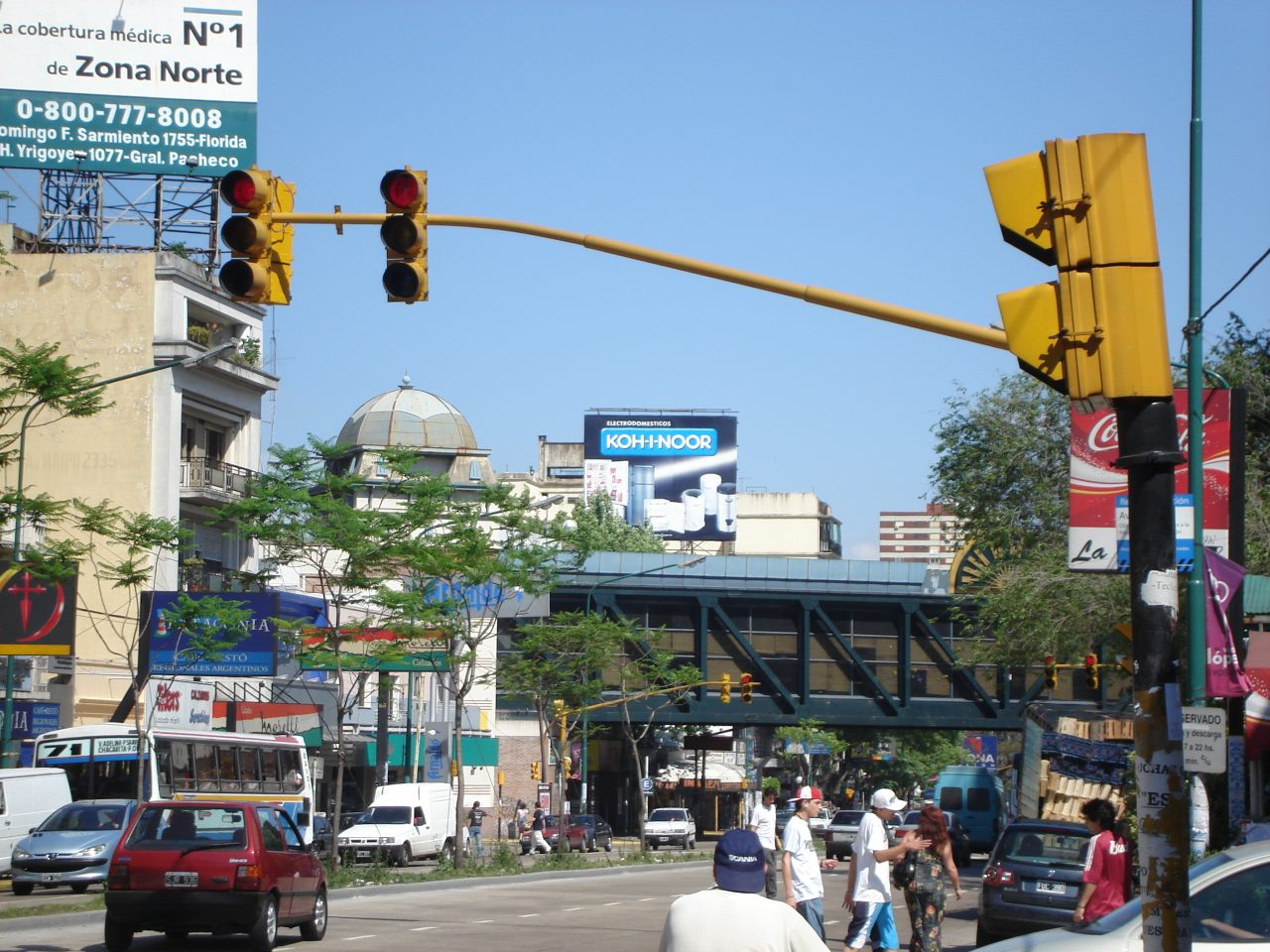
Olivos
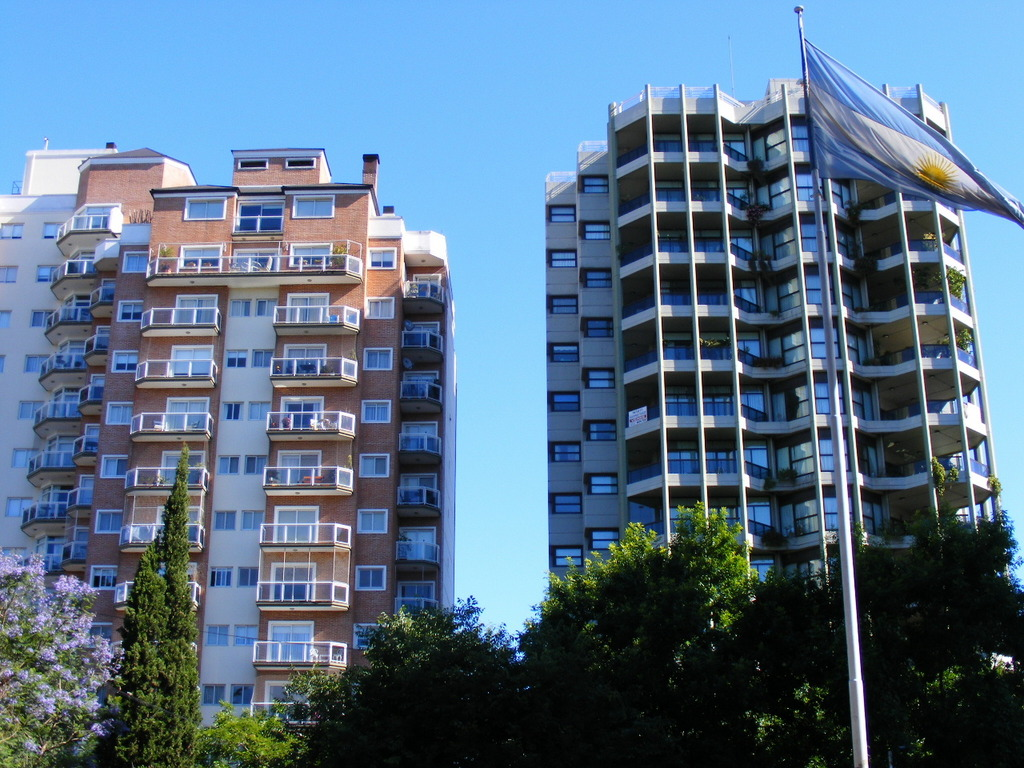
Ramos Mejía
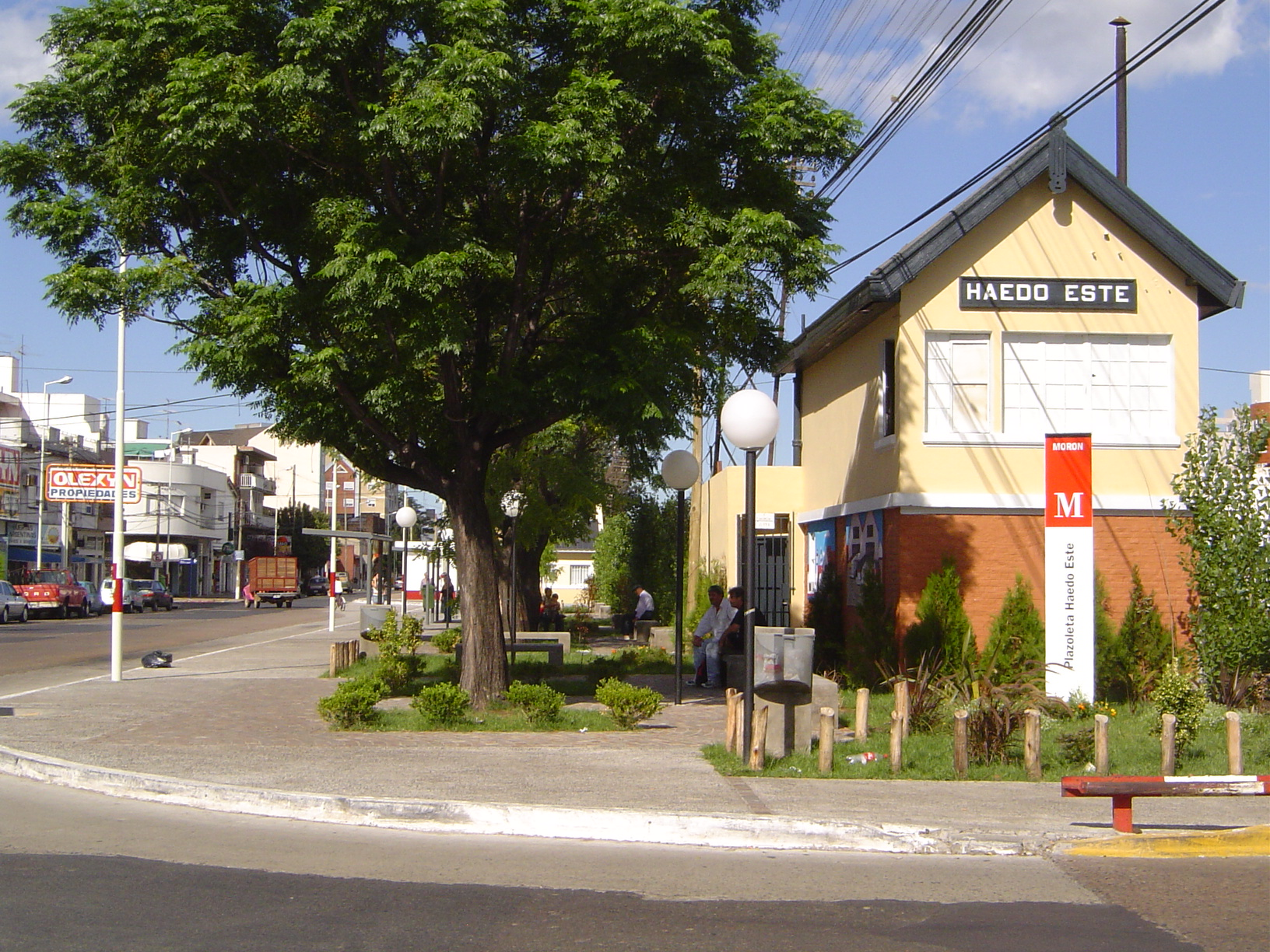
Haedo
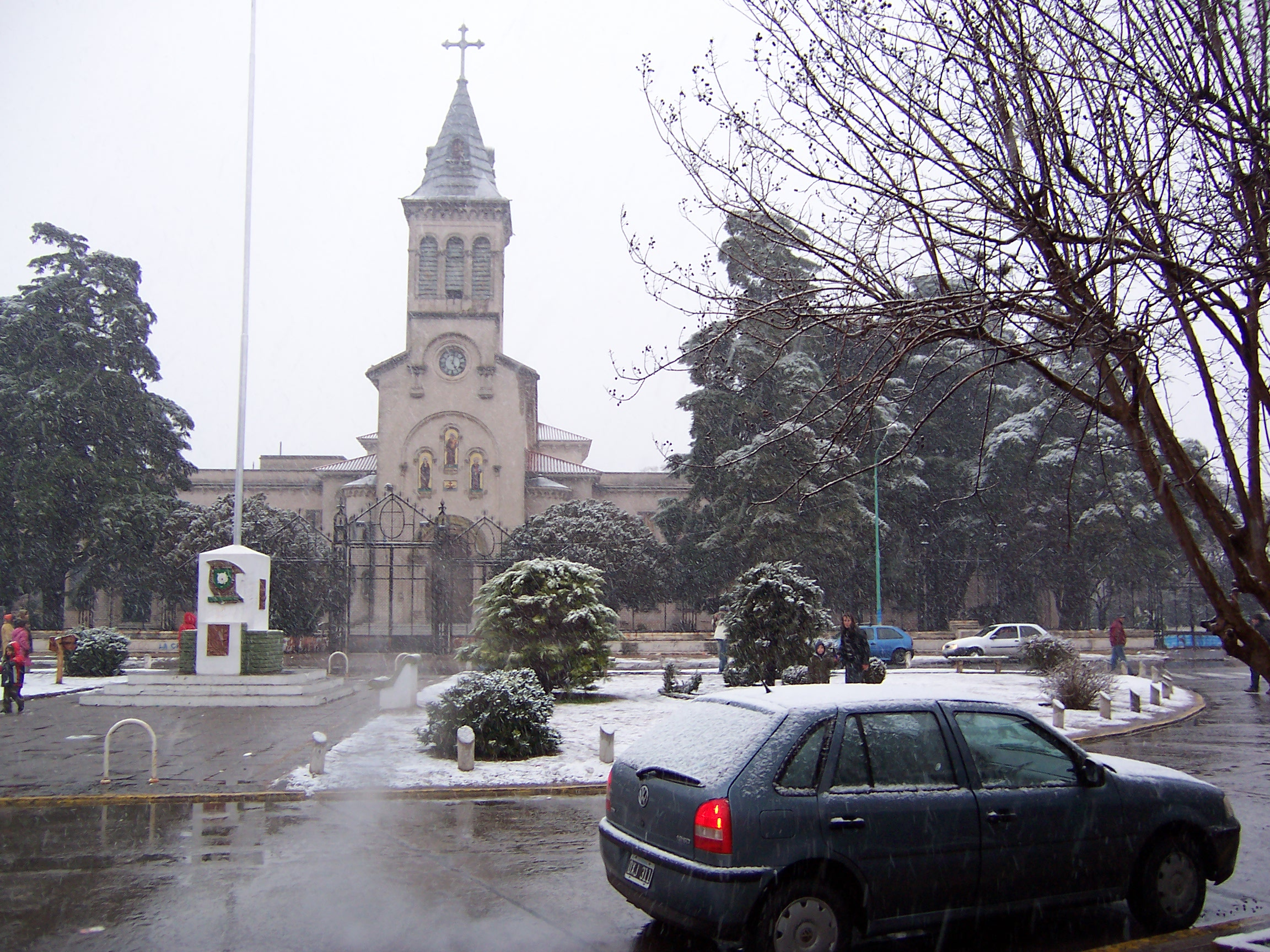
San Antonio de Padua
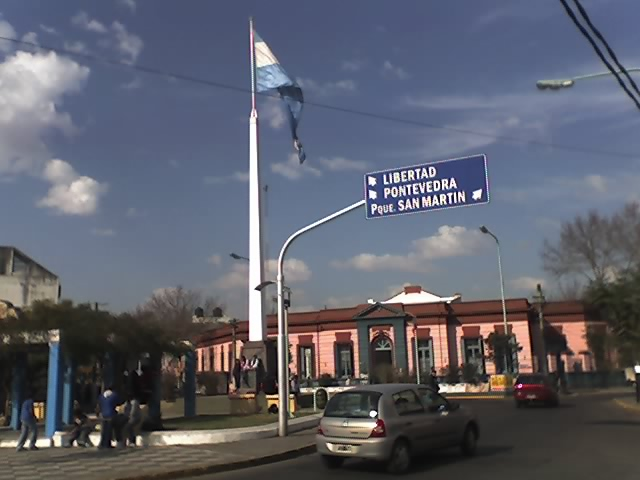
Merlo
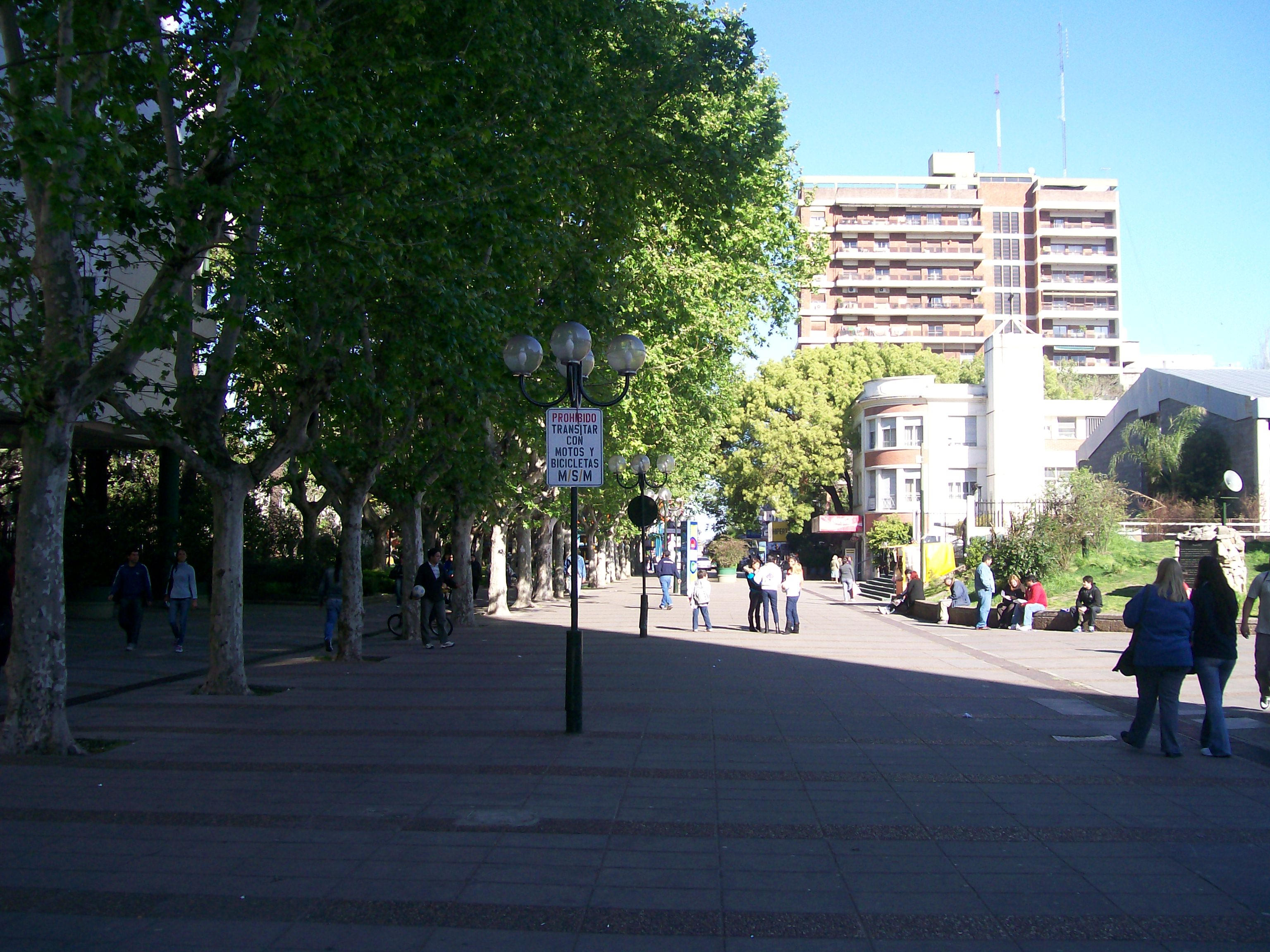
General San Martín
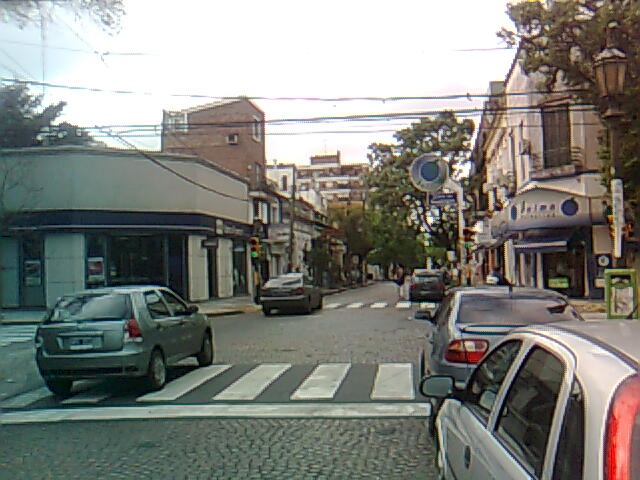
San Isidro
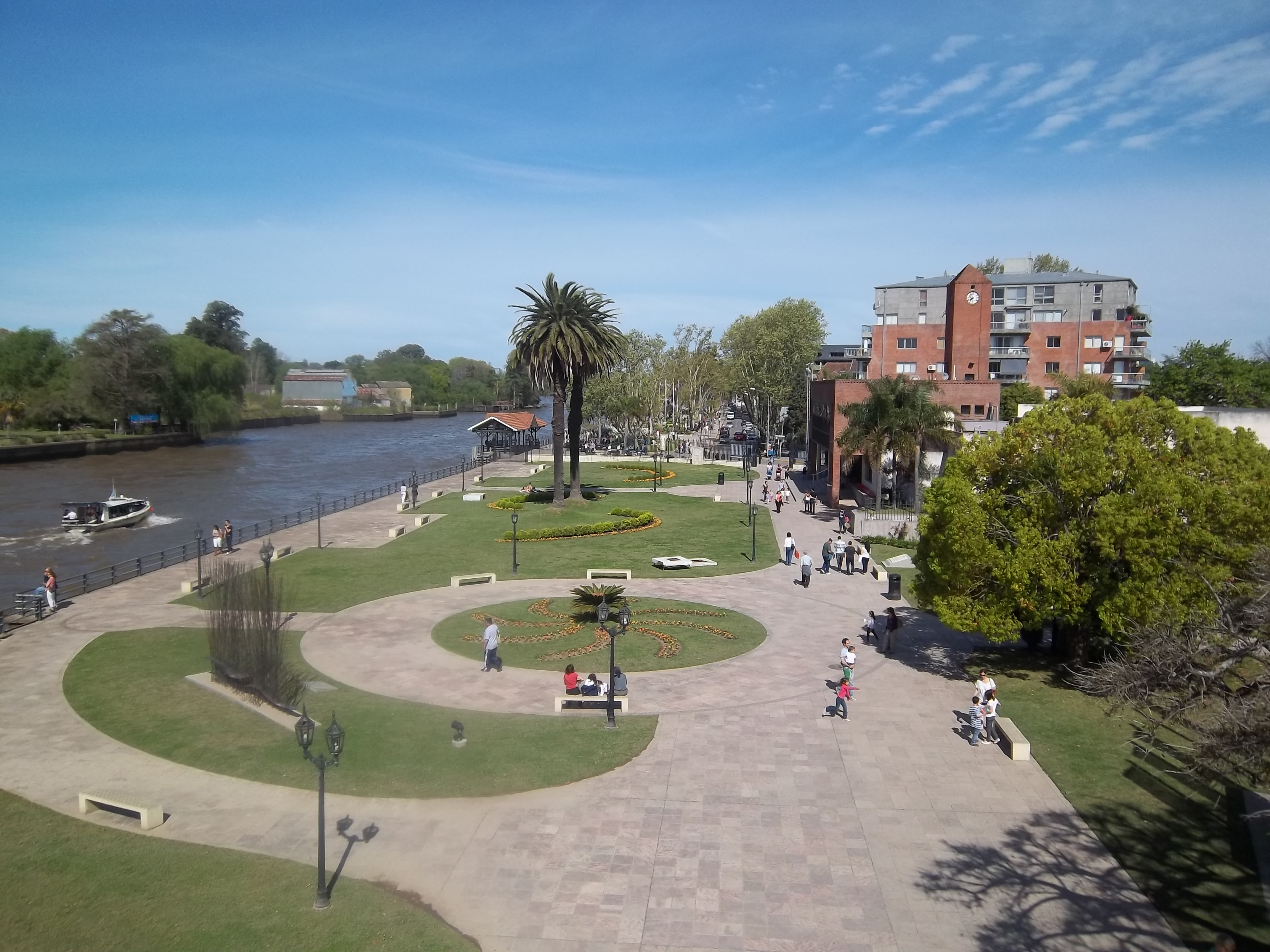
Tigre